# Red ferroviaria de Cerdeña

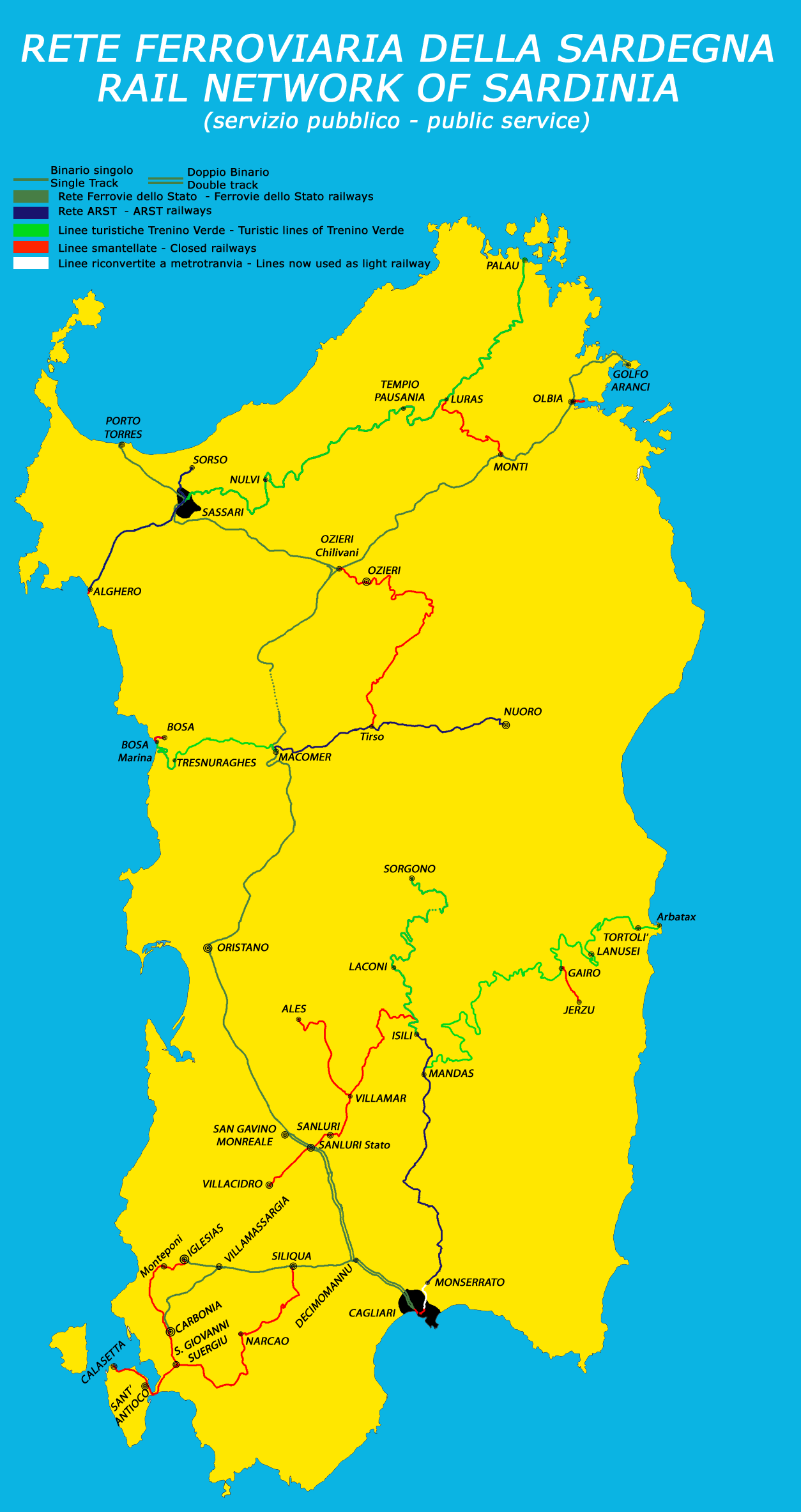
Mapa de la red ferroviaria sarda.

La red ferroviaria de Cerdeña en 2018 comprende líneas con un desarrollo total de cerca de 1.038 km de longitud, de los cuales 430 km son de ancho internacional y aproximadamente 608 km de vía estrecha de 950 mm, con una densidad media de 43 m de ferrocarril por cada km², cifra que desciende a 26 m/km² considerando solamente las líneas de transporte público.
El transporte ferroviario insular está gestionado por dos sociedades. La primera, el grupo Ferrovie dello Stato, gestiona a través de la RFI y Trenitalia las 4 líneas ferroviarias de ancho internacional que constituyen la red principal de la isla. Los restantes 5 tramos activos para el transporte público, todos de vía estrecha, constituyen la red secundaria, con una longitud de 204 km y enteramente gestionada por el ARST S.A., empresa de transportes participada totalmente por la Región Autónoma de Cerdeña. Esta sociedad controla igualmente 404 km de líneas turísticas, siempre de vía estrecha, activas principalmente en verano y a petición de los turistas, mediante trenes chárter.
La red ferroviaria sarda está presente en las 8 provincias, aunque hay grandes extensiones privadas de líneas férreas. Son diversas las líneas ferroviarias cerradas a lo largo de la segunda mitad del siglo XX, todas ellas de vía estrecha, totalmente desmanteladas en la actualidad.

## Historia

### La construcción de la Ferrovie Reali
Cerdeña, tras la Unificación de Italia, era el único territorio del Reino desprovisto de una red ferroviaria para el transporte público: las únicas líneas presentes eran de compañías privadas para uso minero e industrial. En efecto, la primera línea ferroviaria que entró en funcionamiento en la isla fue la línea que comunicaba la mina de San Leone con el muelle de La Maddalena en las cercanías de Capoterra, línea abierta al tráfico en 1862. La falta de una red ferroviaria pública llevó muchas veces a los políticos insulares a solicitar la intervención del gobierno para conceder este servicio a Cerdeña.
Después de diversas controversias y oposiciones por parte de los políticos nacionales, en 1862 un consorcio Anglo-Italiano, liderado por Gaetano Semenza, obtuvo una concesión para la construcción de la red que se habrían unido Cagliari a Iglesias, Sassari y Terranova Pausania (la moderna Olbia). El grupo formado en Londres, la Ferrovie Reali della Sardegna, presentó los proyectos para la red y mediante acuerdos con el Estado y de varios tipos, inauguró el primer tramo del ferrocarril (Cagliari-San Francesco) en abril de 1871.
La construcción de las líneas previstas, basada en un proyecto del ingeniero galés Benjamin Piercy, terminó en 1881, pero mientras tanto, para tráfico de pasajeros con el continente se decidió utilizar el nuevo muelle marítimo Golfo Aranci en vez del de Terranova. El hecho hizo necesario la construcción de una extensión del ferrocarril, que fusionó los dos puertos de la Gallura 1883. Cerdeña tenía finalmente su red ferroviaria, y el 31 de diciembre de 1899 en la Ferrovie Reali circulaban 30 locomotores a vapor, 106 coches de pasajeros, 23 furgones y 436 vagones de mercancías.

### La unión de las regiones periféricas
El trazado de la red de la Ferrovie Reali excluía diversos territorios de la isla, dada la imposibilidad de utilizar el tren. De hecho, muchos centros de población se quejaban por el hecho de ser privados de este importante progreso para el transporte isleño. Así se decidió en 1885, con la ley de 3011 22 de marzo ese año, conceder la posibilidad de construir una red secundaria que conectase los núcleos más aislados con las principales ciudades y con la red de la Ferrovie Reali. Teniendo en cuenta la petición específica de una construcción "económica", se decidió utilizar un ancho de vía de 950 mm, factor que ayudaría a los ingenieros en el diseño de las rutas por el agreste interior de Cerdeña.
En 1886 las obras se confiaron a la Società italiana per le Strade Ferrate Secondarie della Sardegna (SFSS), construyendo a un ritmo trepidante, pues inauguró sus primeras líneas después de solo 17 meses. Ya el 15 de febrero de 1888 el SFSS había abierto el ferrocarril Cagliari-Isili y el de Tempio Pausania a la estación de Monti-Telti de la Ferrovie Reali, atravesando las montañas del Limbara, línea de especial sinuosidad. A finales de la década fueron también inaugurados los ramales Bosa-Macomer-Nuoro y el Sácer-Alguer, mientras desde Isili el ferrocarril se prolongó hasta Sorgono.

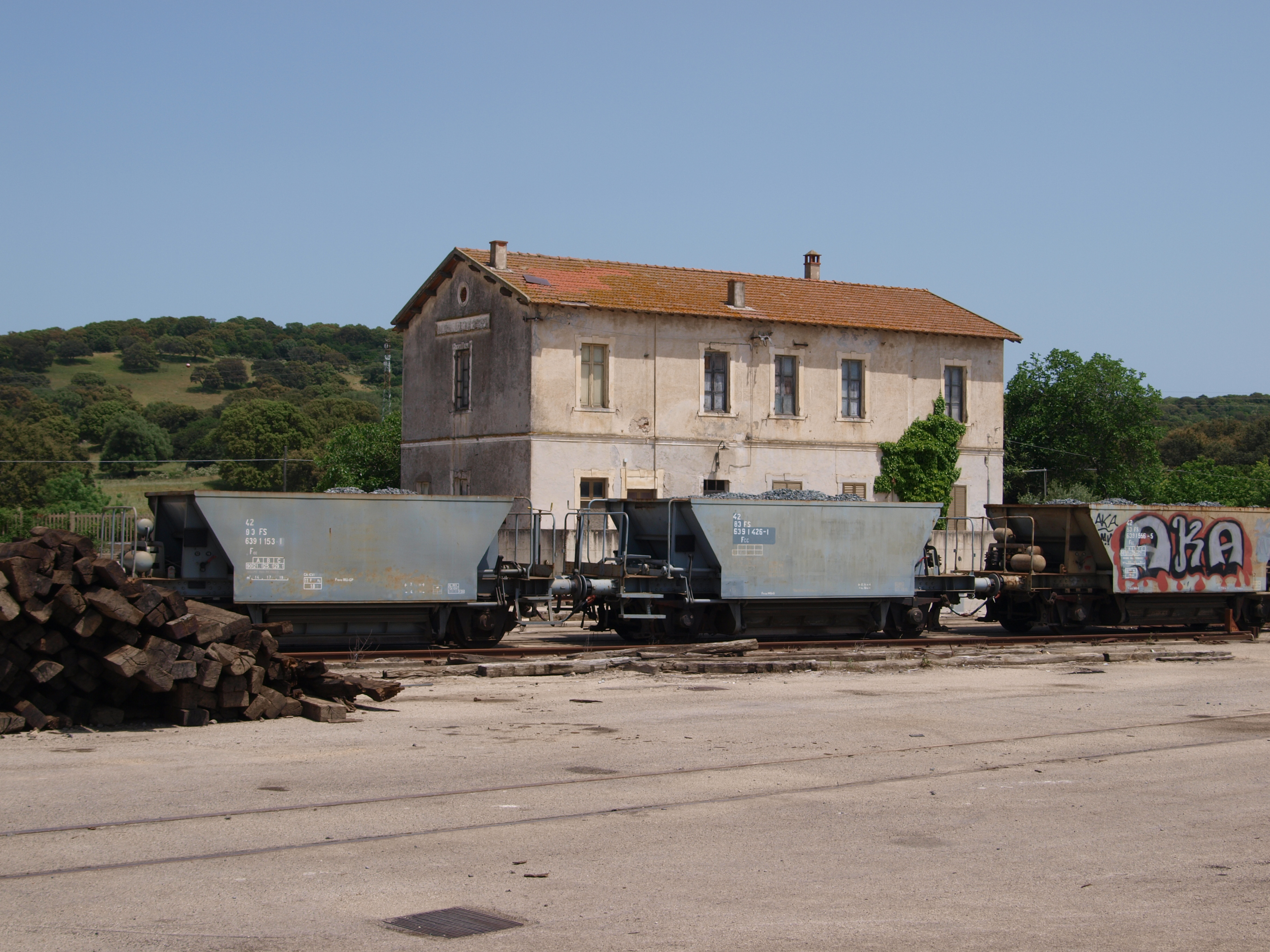
La exestación de SFSS de Monti, vista de la vecina estación de Monti-Telti de FS. Monti, junto a Sassari, Chilivani, Macomer, Sanluri, Iglesias, Siliqua, Carbonia y Cagliari, fue punto de intercambio entre la red FS y la de vía estrecha de servicio público.

Antes del final del siglo siglo fueron inauguradas también las líneas Mandas-Arbatax y su ramal Gairo-Jerzu; también se abrió al tráfico otro enlace entre la red primaria y secundaria, la conexión con Tirso estación del Macomer Nuoro a la estratégica  Chilivani empalme. En total fueron construidos alrededor de 590 km de ferrocarril y en muchos casos los trabajos se completaron con antelación, gracias a que los trabajadores llegaron a construir un promedio de 300 metros de línea diarios Esta cifra es aún más significativa si tenemos en cuenta la  morfología de los territorios en los que las líneas fueron construidas y el esfuerzo físico que las excavaciones y perforaciones en roca requerían en los equipos de trabajadores, faltos todavía de tecnología avanzada.
Sin embargo, el proyecto no estuvo exento de críticas por parte de muchos usuarios, que cuestionaron la excesiva distancia de la mayoría de las estaciones de sus aldeas, que se remontan a la explotación del bosque interior de la isla, cuya valiosa madera fue transportada por el nuevo ferrocarril. Además, tampoco la velocidad media de los trenes en manos de SFSS era muy alta, y crearon algún descontento entre los pasajeros.
Mientras tanto, en 1898 la red de ancho internacional se incrementa en 6 km, los de la nueva sección abierta entre Iglesias y su fracción Monteponi, de importancia estratégica para el transporte de minerales que se extraen en la ciudad y alrededores.

### De 1900 al inicio de la Segunda Guerra Mundial
A pesar de las quejas, las incipientes redes que se habían establecido, ya fuera para facilitar el transporte de personas y/o mercancías entre las diferentes áreas de Cerdeña, significaron un gran progreso, pues hasta entonces solo existían los medios de tracción animal. La importancia del ferrocarril en la isla se puede discernir por la duración de los viajes, que ya no se medía en días, sino en horas.
Las zonas aisladas del ferrocarril, en todo caso, eran todavía muchas, y en los años inmediatamente anteriores a la Primera Guerra Mundial las autoridades regionales exigieron propuestas y recomendaciones a los Alcaldes para nuevas líneas ferroviarias. Entre los muchos ferrocarriles recomendados, una gran mayoría fueron rechazados por falta de fondos o no considerarse rentables. Otras líneas fueron proyectadas, tales como las de Sulcis, pero la guerra obligó a la postergación de las obras, mientras que algunas propuestas para las cercanías de Sácer vieron la luz en los lustros siguientes. Así en aquellos años, las únicas líneas que vieron la luz fueron las de Isili-Villacidro y su ramal Villamar-Ales.
La realización de estas líneas fue aprobada en 1912, y la construcción fue confiada a los Sociedad de Ferrocarriles complementarios de Cerdeña (FCS). El proyecto preveía, entre otras cosas, en la vía de Isili-Villacidro, el uso de 5 km en el tramo comprendido entre la estación de Isili e Isili Sarcidano, como inicio de la línea, que llevó a la gestión conjunta de esta porción de la línea con el SFSS. La inauguración de las dos líneas fue el 21 de junio de 1915, y los primeros pasajeros fueron soldados que iban a los campos de batalla de la Primera Guerra Mundial.
Terminada la guerra, en 1920 la concesión de la Compagnia Reale delle Ferrovie Sarde caducó y no fue renovada, por lo que la red de ancho internacional pasó a manos del ente estatal Ferrovie dello Stato. En 1921 FCS también absorbió la SFSS, tomando así el control de toda la red pública de vía estrecha existente en Cerdeña en ese momento. Dos años después, la Società anonima Ferrovie Meridionali Sarde (FMS), fundada en 1914, pudo finalmente iniciar los trabajos para el ferrocarril del Sulcis, que la guerra había retrasado. Basado en un proyecto fechado en 1911, entre 1923 y 1926 el nuevo ferrocarril se construyó para conectar el puerto de Calasetta con Siliqua y la red FS, también con un ramal desde el pueblo de Suergiu Palmas (ahora conocido como San Giovanni Suergiu) y la nueva estación FMS de Iglesias, que se encuentra, como en el caso de Siliqua, delante de la homónima estación de FS. La construcción de la línea de Iglesias, en particular, fue posible por la reconversión de la línea de FS Iglesias-Monteponi y su transferencia a la FMS, estrechando la vía a 950 mm. El 23 de mayo de 1926 los 113 km de la red FMS fueron abiertos al tráfico, tanto de mercancías como de pasajeros.
La creación del estado fascista, con Mussolini a la cabeza, supuso un gran impulso para la construcción de vías férreas en Italia en general (especialmente de vía estrecha), y en Cerdeña en particular, englobadas en los ambiciosos planes de obras públicas promovidos desde la jefatura del gobierno, como medida para acabar con el desempleo, especialmente en el medio rural.

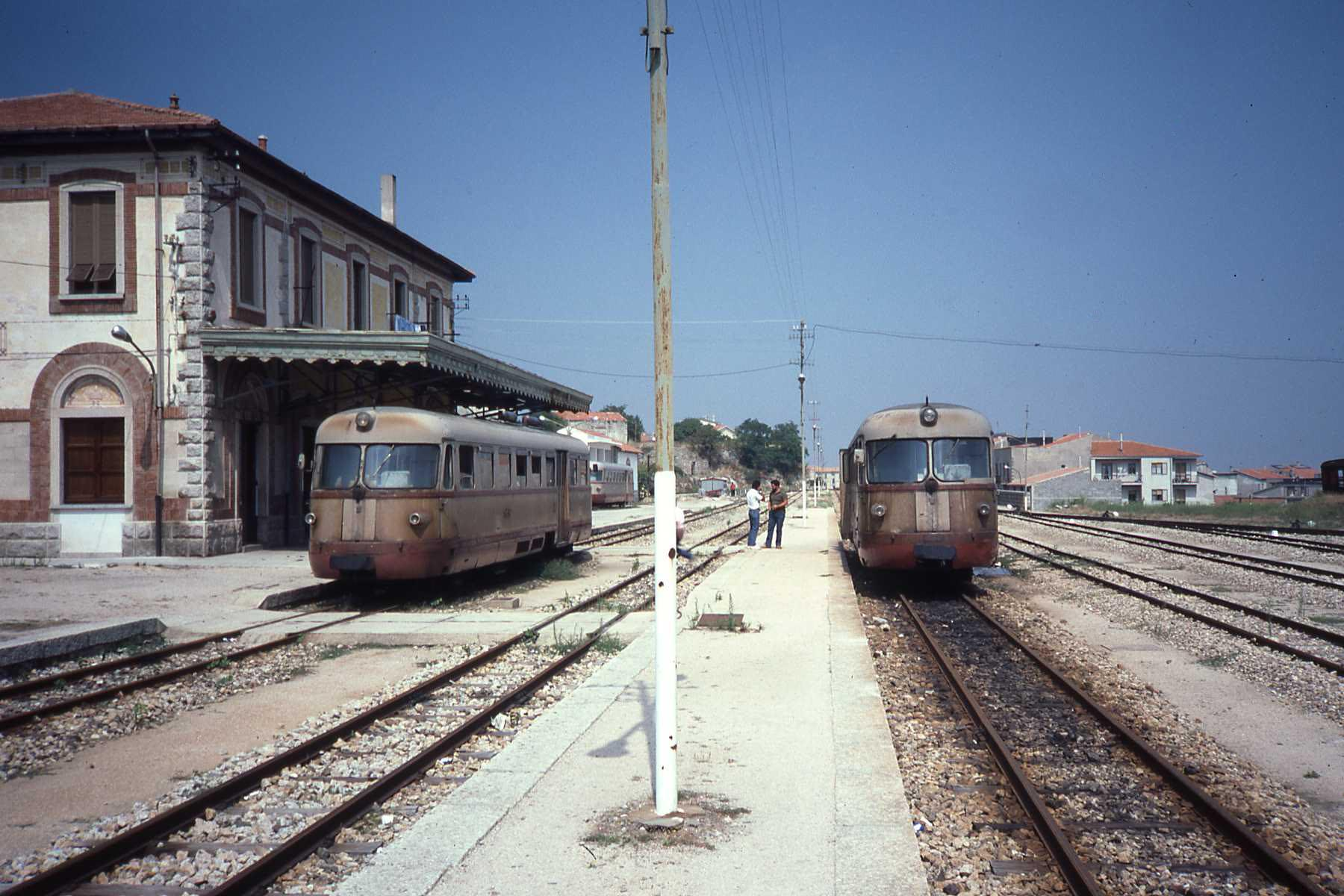
La estación de Tempio construida por la FSS. En este lugar tenían su base a mediados de los años treinta del los convoyes de la línea por Monti, abandonando la vieja estación de Tempio de los SFSS.

La atención de las autoridades se dirigió hacia el norte, a la "Società anonima Ferrovie Settentrionali Sarde" correspondió la construcción de los nuevos enlaces ferroviarios de vía estrecha de Sácer. En 1930 la capital provincial fue unida a Sorso, y aprovechando la porción de línea de FCS de Tempio e Luras, en 1932 fue inaugurada también la línea hacia Palau. Al año siguiente de terminar los trabajos, esta sociedad fue adquirida por la Strade Ferrate Pugliesi, que cambiósu nombre a Società anonima Strade Ferrate Sarde (SFS), convirtiéndose igualmente en accionista mayoritario de la FCS. Siempre de la FCS, la SFS obtuvo la gestión directa de la línea Sácer-Alguer y de la Monti-Tempio en 1941. En aquellos años, la red ferroviaria de servicio público sarda alcanza su máximo desarrollo, con 1.366 km di linee (de los cuales 417 de ancho internacional y 949 de vía estrecha).
En relación con el material rodante utilizado a mediados de 1930, hizo la aparición en la red de FS y en algunas líneas secundarias el primer automotor diésel, que rompió el monopolio de  tracción a vapor utilizada hasta ahora en la isla. Más concretamente, los primeros vehículos con motor diésel de ferrocarril para entrar en servicio activo en las vías sardas fueron los tres vagones  Emmine y el 21 de febrero de 1935, cuando se empezaron a utilizar a lo largo de las líneas de Macomer a Nuoro y Bosa.
En 1940 en el tramo Carbonia-Sant'Antioco Ponti de FMS se montó la doble vía; se trataba de la primera duplicación de vía en la isla. En aquellos años también se hacen públicos reiterados proyectos (todos ellos vanos) para la construcción de diversas vías férreas que conectasen las diferentes líneas de vía estrecha existentes,, entonces divididas en 4 secciones que no estaban intercomunicadas entre sí.

### La posguerra: las dificultades de los ferrocarriles secundarios
Durante la Segunda Guerra Mundial Cerdeña fue constantemente bombardeada, y el daño se hizo extensible a la red ferroviaria: tanto la FS como la red secundaria fueron dañados por los ataques aéreos. Multitud de persones, con la esperanza de escapar de la lluvia de fuego, asediaron las estaciones de las grandes poblaciones para trasladarse al interior de la isla, obligando a los trenes a viajar siempre a plena carga.
Vuelta la paz y reparados los daños bélicos, el servicio fue retomado normalmente, gracias a un plan de reestructuración gubernativo para la red sarda con lo que además de la rehabilitación de la infraestructura dañada durante la guerra, fue reforzada la infraestructura de muchas líneas y en algunas de ellas (Cagliari-Isili, Macomer-Nuoro, Sassari-Alguer) se realizaron variantes de trazado. Pero los trenes tienen que enfrentarse al mismo tiempo con la competencia de la carretera y las más económicas líneas de autobús, y con el boom económico, que facilitará la motorización masiva de la población.
La red de FS tendrá menores problemas, reforzada como estaba por su estatus de ente estatal, tanto que en 1956 construye un nuevo ramal desde la línea Decimomannu-Iglesias que conectaba la estación de Villamassargia con Carbonia, cuyos trabajos habían comenzado en 1940. También en 1961 fue inaugurado el servicio de transbordador ferroviario Civitavecchia-Golfo Aranci, de la estación FS de Golfo Aranci a Civitavecchia, que incrementó el tráfico de mercancías hacia la península italiana.
En cambio, para el SFS y el FCS, las empresas privadas que explotaban algunas líneas de la vasta red de vía estrecha insular, este período marcó el inicio de un cierre progresivo de la mayoría de las líneas de vía estrecha: en 1956 le tocó a la Isili-Villacidro-Ales y a la Gairo-Jerzu; dos años después fue clausurada la línea Monti-Luras della Monti-Tempio, que había sido la primera línea de vía estrecha para servicio de pasajeros en Cerdeña.

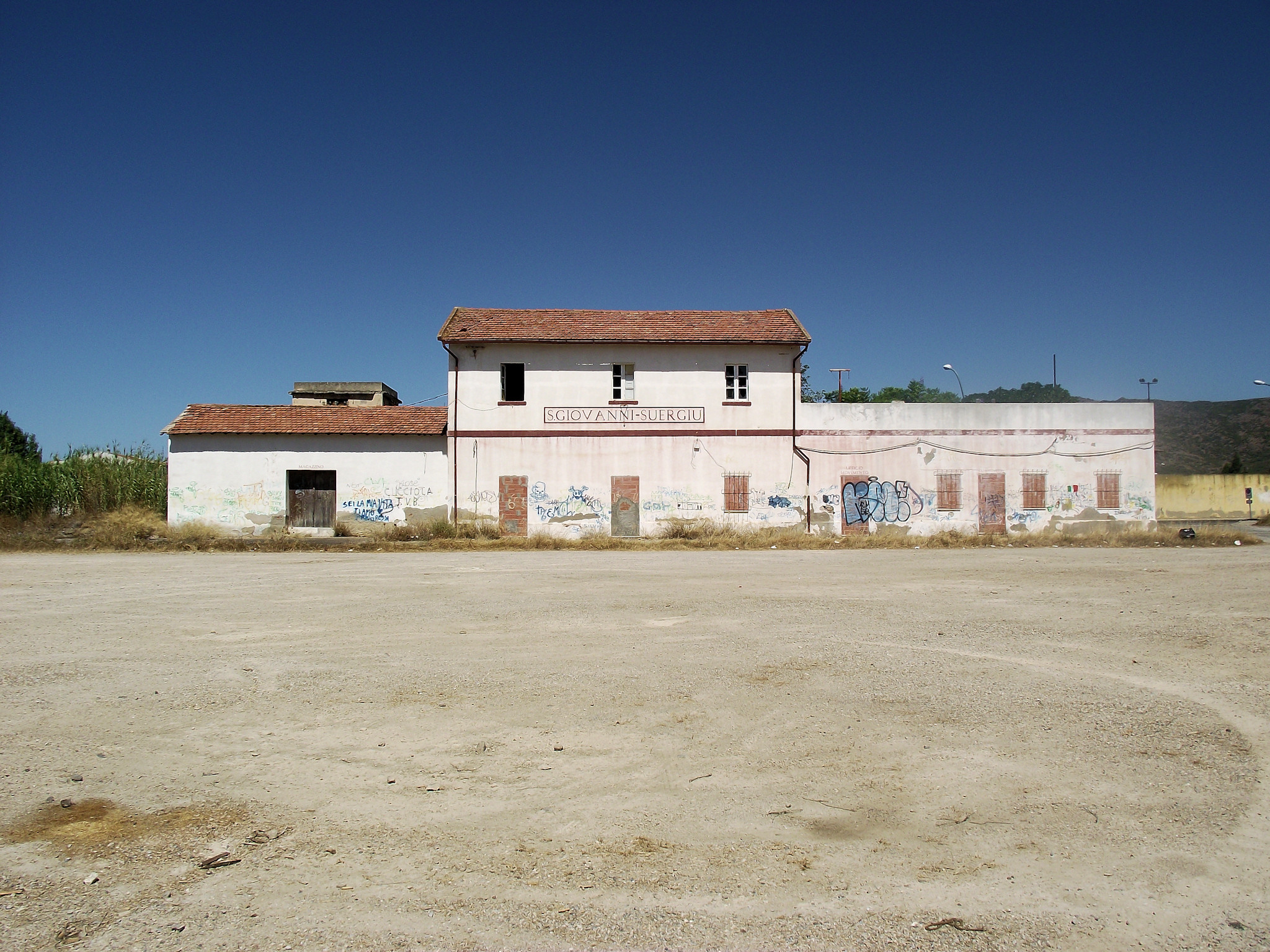
La estación de la FMS de San Giovanni Suergiu en 2012. El último tren que circuló por ella lo hizo en 1974, siendo una de las principales estaciones de la red del Sulcis.

No le fue mejor a la FMS, que también tuvo que soportar el colapso del tráfico de mercancías debido al cierre de la mayoría de las minas de carbón del Sulcis en esos años. La compañía fue en realidad relevada por un comisariado del Gobierno 1955, que intentó la recuperación en ejercicios posteriores. Entre el final de años cincuenta y la primera mitad de años sesenta toda la flota de la red de vía estrecha fue actualizándose, con la introducción de nuevos automotores térmicos (los ADe y ADm) y de las primeras locomotoras diésel (las LDe, solo suministradas a los FCS y SFS). También la Ferrovie dello Stato (FS) iniciaron en 1961 la sustitución gradual en la isla de las locomotoras a vapor con locomotoras de motor térmico, añadiendo estas últimas a los automotores que hacía decenios habían sido implantados en la red principal sarda.
Entre 1968-1969 los FMS tuvieron que cerrar el tramo Monteponi-Iglesias (debido al derrumbe de un túnel) y Siliqua-Narcao (construcción de una presa junto al ferrocarril), con el resultado de que la red del Sulcis perdió los dos enlaces en los que se garantizaba a los pasajeros el intercambio con la red de FS. La lista de las clausuras se alargó el 31 de diciembre de 1969, cuando por última vez los trenes cubrieron la ruta del ferrocarril Tirso-Chilivani, También en 1971  la SFS y la FCS fueron nacionalizadas y confiada su gestión a un comisario gubernativo. Nuevas clausuras se registraron en septiembre de 1974, con la finalización del servizio en la línea Narcao-Calasetta y San Giovanni Suergiu-Monteponi.

### De la tentativa de electrificación alsigloXXI
Con respecto a la red de FS, al final de los años setenta tomaba cuerpo a nivel nacional la idea de construir líneas ferroviarias electrificadas con corriente alterna en lugar de la continua como venía siendo habitual hasta entonces en Italia. De forma experimental, se eligió la propia red sarda (en particular la dorsal ferroviaria sarda, separada por la insularidad del resto de la red italiana y falta de electrificación. Para la ocasión, se construyeron 6 locomotoras para pasajeros E492 y 19 locomotoras E491 para el transporte de mercancías: después de algunas pruebas en la península, en 1989 se iniciaron los primeros test en el tramo de Cagliari a Decimomannu (convertida en vía doble en 1984), que al mismo tiempo estaba siendo electrificad junto a la de Villasor a Sanluri. El proyecto, por motivos económico y técnico, fue abandonado en 1990.
En 1981 la FCS clausuró al tráfico la línea Macomer-Bosa debido a las pésimas condiciones de la vía, aunque fue reabierto tiempo después, tras la sustitución de los carriles, el tramo de Macomer a Tresnuraghes, en año siguiente. La red secundaria, si bien por una parte registraba un progresivo descenso de la demanda, por otro lado empezaba a convertirse en la meta de los turistas atraídos por las particularidades de los trazados ferroviarios recorridos por los trenes de FCS y SFS.

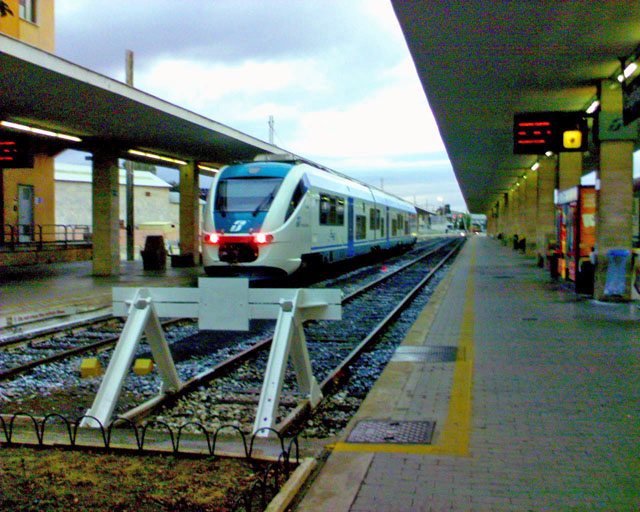
Minuetto diesel de Trenitalia, saliendo de la estación de Cagliari. Iniciando el servicio en la isla en 2005, los ejemplares de esta serie son, en 2013, el material más moderno en circulación en la red sarda

Con la contribución de la Región Autónoma, de la Comunidad Europea y el patrocino di WWF Italia e Italia Nostra se restauraron locomotoras de vapor, coches de época y estaciones, creándose así el servicio turístico denominado Trenino Verde. En el ámbito de este proyecto, se renovó y reabrió solo al tráfico turístico la línea Tresnuraghes-Bosa Marina.
A nivel societario en 1989 se fusionaron la FCS y la SFS,, constituyendo una nueva gestión gubernativa, la Ferrovie della Sardegna (FdS), que en 1997 pasó a ser controlada por FS. Ese mismo año, se cerraron al tráfico regular los tramos de Isili a Sorgono, de Mandas a Arbatax, de Macomer a Tresnuraghes y de Nulvi a Palau:. Todas estas líneas continúan activas para el servicio turístico del Trenino Verde. La FdS, en 2002 volvió a ser gestionada por un comisario nombrado por el Ministerio de Transporte.
En 2001 la FS cesó el servicio de pasajeros en el transbordador de Golfo Aranci a Civitavecchia, y se produjo en esos años un redimensionamiento notable del tráfico de mercancías, con el cierre al tráfico regular de diversas estaciones preparadas para el tráfico mercante, y la reducción de los viajes marítimos desde y hacia Golfo Aranci y desde 2010, las mercancías solo son transportadas bajo petición; quedando Golfo Aranci como el único puerto insular que puede acoger trenes de mercancías, después de la clausura en los años noventa de las estaciones marítimas de Cagliari, Olbia, Porto Torres y Arbatax, esta última en la red de vía estrecha explotada por FdS.

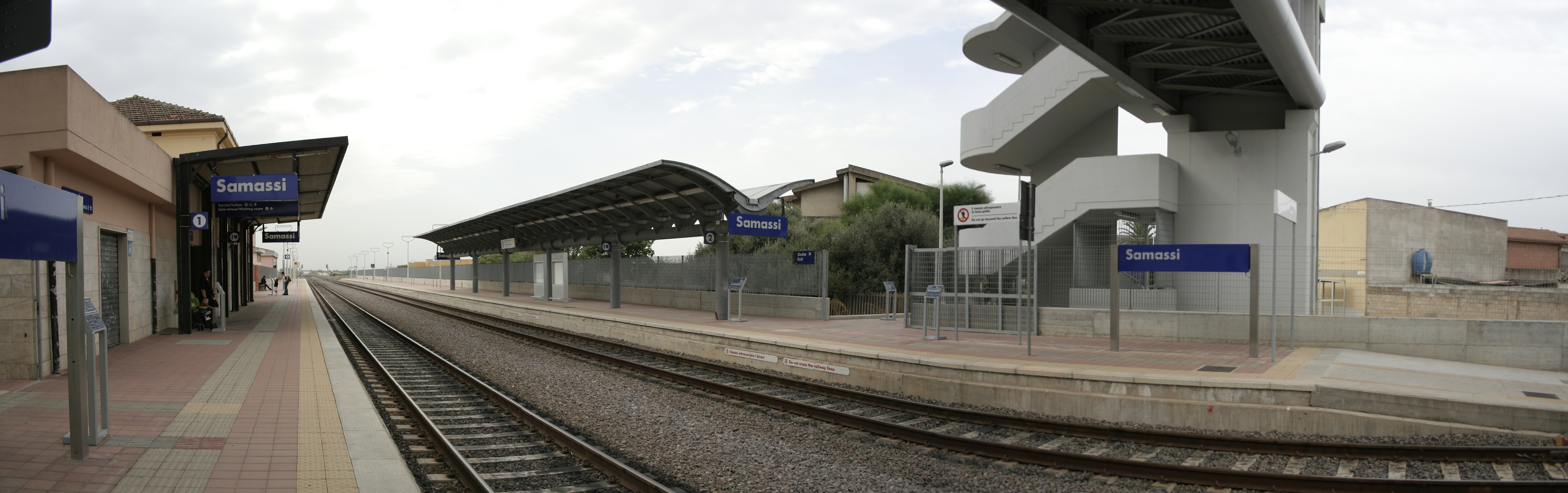
La estación de Samassi-Serrenti tras los trabajos de duplicación de vía en el tramo de Decimomannu e San Gavino Monreale

En 2008, con la inauguración del metro tranvía de Cagliari, se cerró al tráfico ferroviario el tramo Cagliari-Monserrato de FdS. Este último, en junio del mismo año, pasó a ser controlado por la Regione Autonoma della Sardegna, que cambió su razón social por ARST Gestione FdS s.r.l., sociedad enteramente participada por la ARST (Azienda Regional Sarda de Trasporti, oficina regional sarda de transporte). En octubre de 2010 esta último absorbió por fusión la ARST Gestione FdS, convirtiéndose en el nuevo gestor de la red de vía estrecha sarda. En la red FS en el mismo período fue abierta progresivamente al tráfico la doble vía entre Decimomannu y San Gavino Monreale (en la Dorsal Ferroviaria Sarda, cuyos trabajos finalizaron en 2010.

## Extensión de la red
La red ferroviaria sarda, en el curso de los años, ha permanecido en buena parte inmutable en su trazado; sin tener en cuenta la clausura de algunas líneas, las únicas modificaciones de trazado han constituido variantes de trazado de pequeña o medias dimensiones para aumentar la velocidad de los trenes. En cualquier caso, la falta total de electrificación de la red y la tortuosidad de las líneas en ciertas zonas, hacen que la velocidad media de los trenes sea relativamente baja con respecto al resto de Italia, hecho que ha socavado la competitividad del ferrocarril frente a las líneas de autobús.
Habitualmente, la red sarda se subdivide en la red principal (la de FS, de ancho internacional, gestionada a través de la red ferroviaria italiana(RFI), y en la red secundaria que comprende las diversas secciones de vía estrecha, gestionadas por el ARST.

### Red de ancho internacional

#### Cagliari-Chilivani-Golfo Aranci/Porto Torres

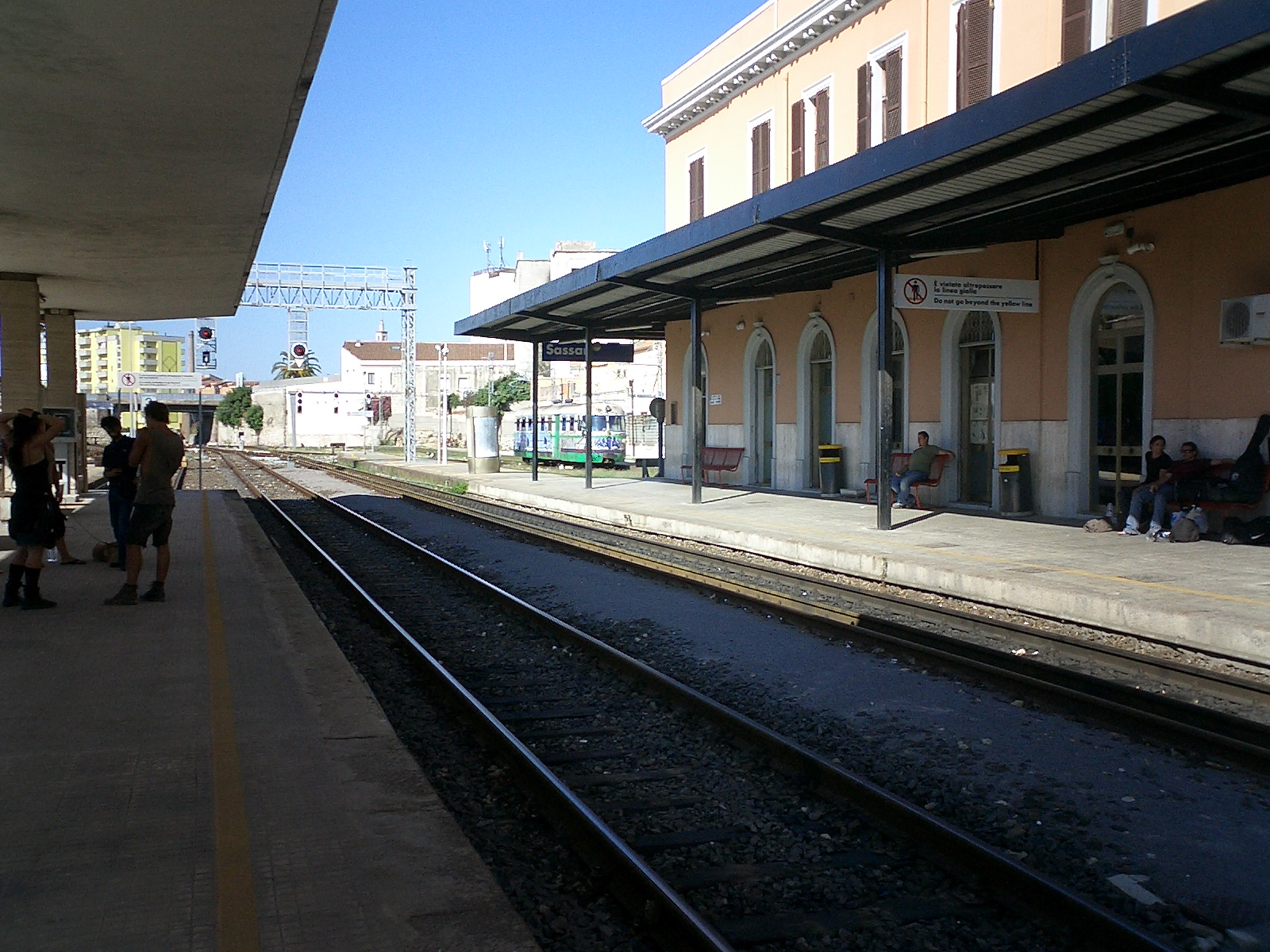
Interior de la estación de Sácer, en 2013 el único intercambio de la isla entre las administraciones ferroviarias que obran en Cerdeña.

Inaugurada progresivamente entre 1871 y 1883 la Dorsal principal de la región, caracterizada por su forma de Y, conecta Cagliari con el empalme de Ozieri Chilivani, de aquí la línea se bifurca para alcanzar Olbia y el puerto de Golfo Aranci en dirección este; y Sácer y Porto Torres en dirección oeste. La estación de Chilivani dista cerca de 206 km (efectivos,  230 km de acuerdo con el kilometraje progresivo)) desde la capital regional, mientras que los dos ramales que se derivan desde Chilivani tienen una longitud, respectivamente, de 67 km (Chilivani - Porto Torres Marittima) y 96 km (Chilivani - Golfo Aranci Marittima).
Partiendo de Cagliari el trazado del ferrocarril, en doble vía en sus primeros 50 km, atraviesa la llanura del Campidano corriendo hacia el noroeste pasando por Decimomannu, Sanluri y San Gavino Monreale (desde donde la línea continúa su periplo en vía única) para después alcanzar Oristán. Desde aquí la vía gira hacia el interior haciendo frente a altitudes de cierta importancia, alcanzando Macomer (punto de intercambio con la red de ARST) y prosiguiendo hasta la estación de Chilivani, en el municipio de Ozieri, donde hasta 1969 conectaba con una línea de vía estrecha de 79 km que la comunicaba con Tirso, en la línea de Macomer a Nuoro.

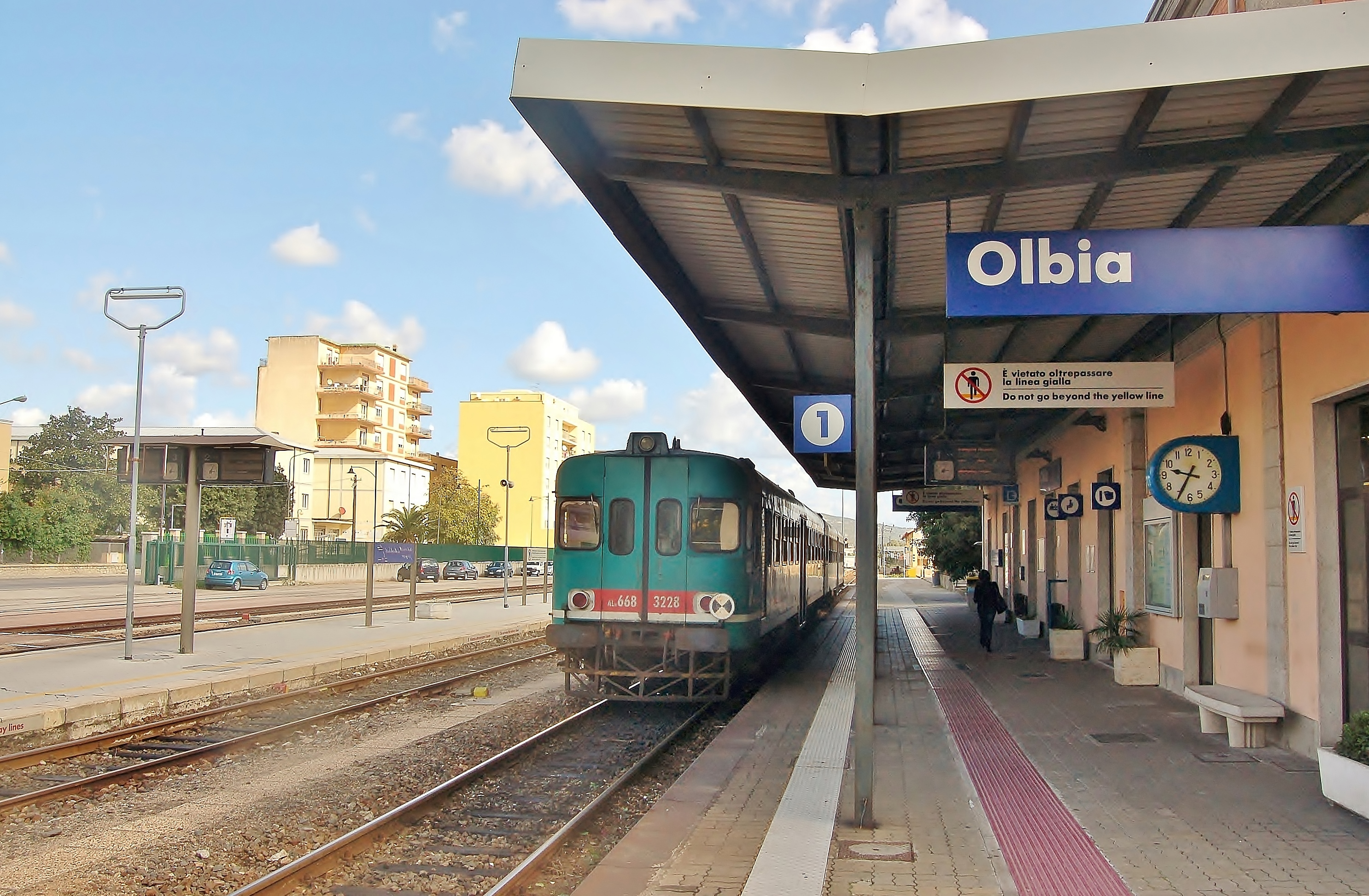
Un ALn 668, material ampliamente utilizado en la isla, parado en la estación de Olbia, en la línea de Golfo Aranci.

Aquí la línea se bifurca, y el trazado hacia el oeste continúa hasta llegar a la estación de Sácer (compartida con la ARST) y hacia el fin de línea de Porto Torres Marittima.
Continuando hacia es este desde Chilivani se atraviesa la zona interna de la Gallura hasta alcanzar Olbia, desde donde continúa el trazado en dirección noroeste para terminar en Golfo Aranci, final oriental de la Dorsal Sarda, tras haber costeado el mar en un buen tramo, hasta tal punto que se han construido diversas paradas en las proximidades de algunas playas (come la de Cala Sabina, accesible casi exclusivamente con el tren). El puerto de Golfo Aranci es, en 2013, el único de la isla preparado para el atraque de las naves Bluvia habilitadas para el transporte de vagones, aunque en los últimos años este tipo de tráfico ha disminuido gradualmente hasta el cierre casi total del servicio, desde que en 2010 éste solo se efectúa previo requerimiento de los interesados.
También es destacable que en la porción de la línea que conecta a Cagliari con la Decimomannu (de 17 km, enteramente de vía doble) se efectúa un servicio ferroviario metropolitano.

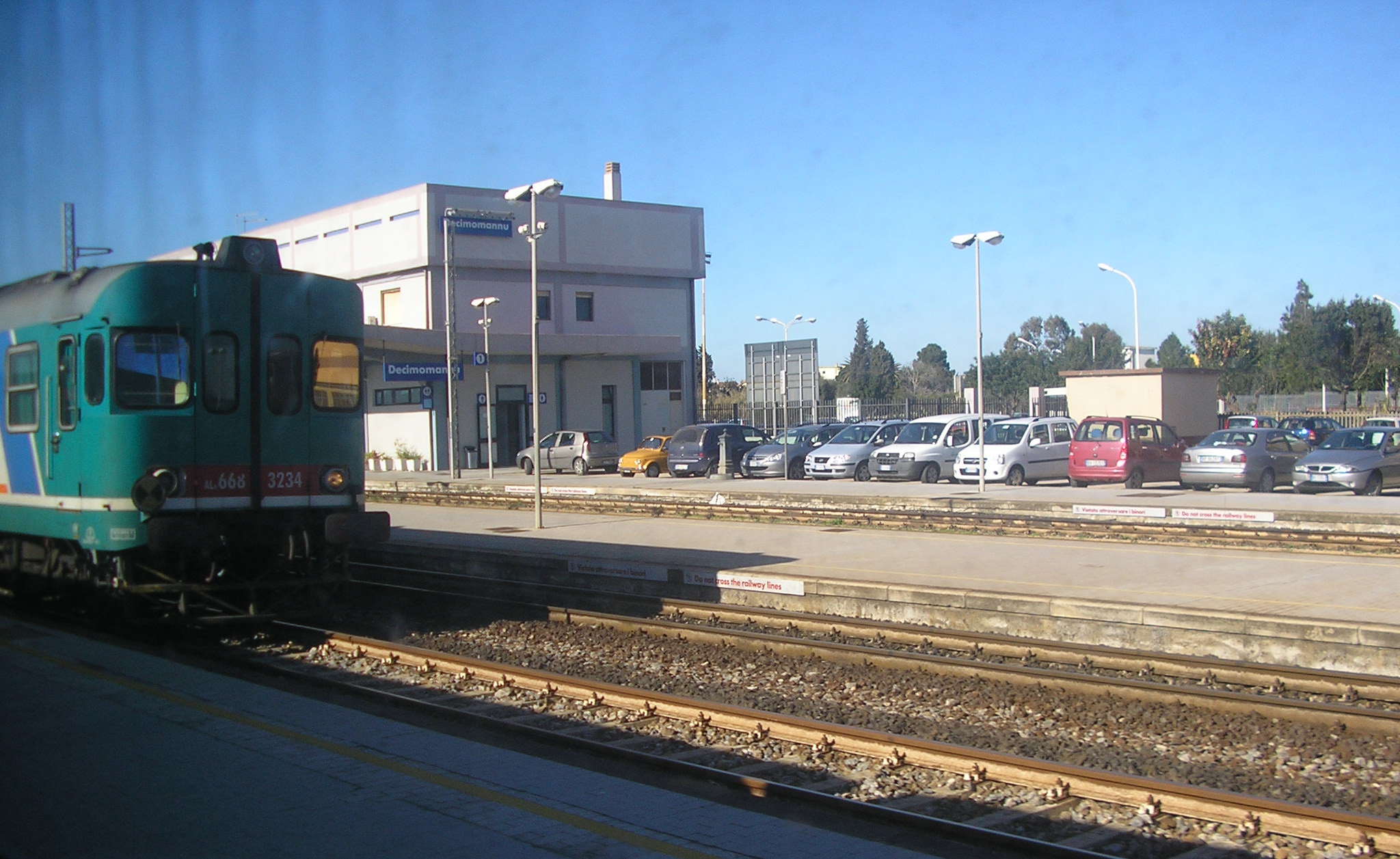
Automotor ALn 668 detenido en Decimomannu. Esta estación, además de ser uno de los empalmes de la Dorsal Sarda, es también estación final del servicio ferroviario metropolitano de Cagliari.

La línea es a menudo criticada por los viajeros por la dilatación del tiempo de viaje (de 2 horas y 50 minutos en ambos sentidos de marcha, entre Cagliari y Sassari, según el horario de febrero de 2013), por lo que en los últimos años ha habido diversas iniciativas que se han emprendido para abordar el problema: en el año 2001 se inauguró una variante casi en su totalidad en túnel entre Campeda y Bonorva, evitando así un trazado difícil plagado de curvas y contracurvas; otra variante abierta al tráfico en 2006 poco antes de Chilivani, permite ahora evitar esta estación (y el obligado cambio de marcha) a los trenes más rápidos entre Cagliari y Sassari. En particular, esta última modificación se debió al hecho de que los trenes procedentes de Sácer tenían que realizar el ingreso a Chilivani en sentido contrario al de los trenes procedentes del sur, implicando el cambio del sentido de la marcha y la consiguiente pérdida de tiempo. Una tercera variante, entre Sanluri y Pabillonis, fue inaugurada en septiembre de 2007, con el tramo de la Sanluri a la nueva estación de San Gavino Monreale construido en doble vía, en el ámbito de los trabajos de duplicación de vía en el tramo Decimomannu-San Gavino Monreale, efectuados en los años dos mil.
Otros trabajos están en fase de estudio para aumentar la velocidad en las relaciones norte-sur: el objetivo de la Región Autónoma es reducir los tiempos de viajes hasta las 2 horas 15 minutos entre Cagliari y Sassari; y las 2 horas 30 minutos entre Cagliari y Olbia.

#### Cagliari-Decimomannu-Villamassargia-Iglesias/Carbonia

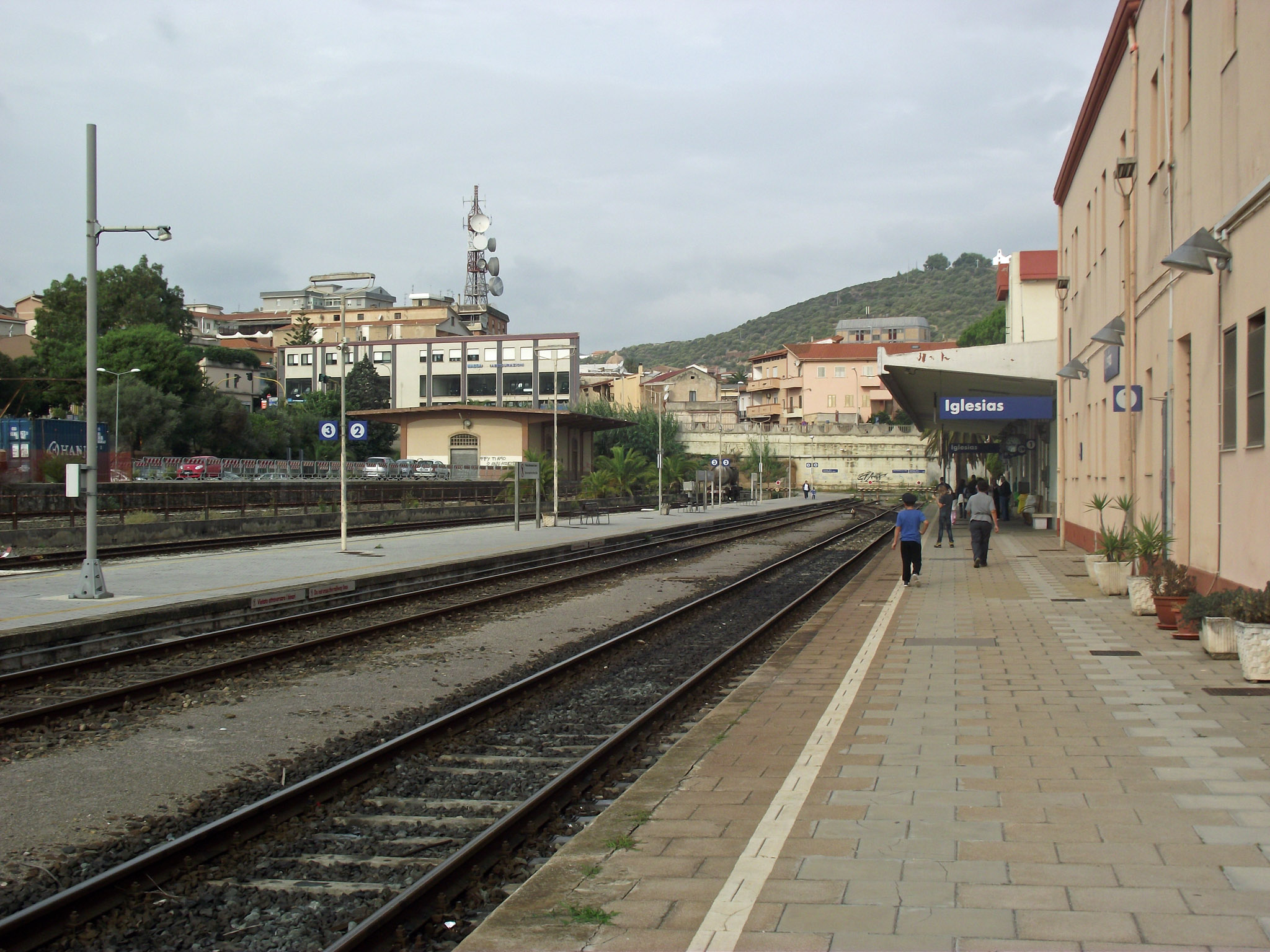
La estación de Iglesias. Desde aquí iniciaba su recorrido a principios del siglo XX una línea de vía internacional hacia la minería de Monteponi, después cedida a la FMS en 1926, que la reconvirtió a vía estrecha y traslado el fin de línea a su vecina estación.

La otra dorsal de FS es la que desde Decimomannu llega a Iglesias y, tras un desvío que se inicia en Villamassargia, al otro final de línea de Carbonia, permitiendo la conexión entre las dos ciudades del Sulcis-Iglesiente y Cagliari. Iglesias dista 55 km del término regional, mientras Carbonia dista 68 (la línea entre esta ciudad y el empalme de Villamassargia cuenta con algo más de 22 km).
Partiendo de Cagliari, durante 17 km los trenes recorren la línea de vía doble hacia Golfo Aranci. En la estación de Decimomannu la línea para Iglesias, abierta al tráfico en 1872, se bifurca de la Dorsal Sarda, continuando en vía única a los dos finales de línea, prosiguiendo hacia el oeste, recorriendo paralela un buen tramo a la carretera SS 130. Después de haber atravesado Siliqua (antiguo empalme, hasta 1969, con las líneas de vía estrecha de la FMS), la vía llega a la estación de Villamassargia, y continúa en alineación recta hasta la ciudad de Iglesias.

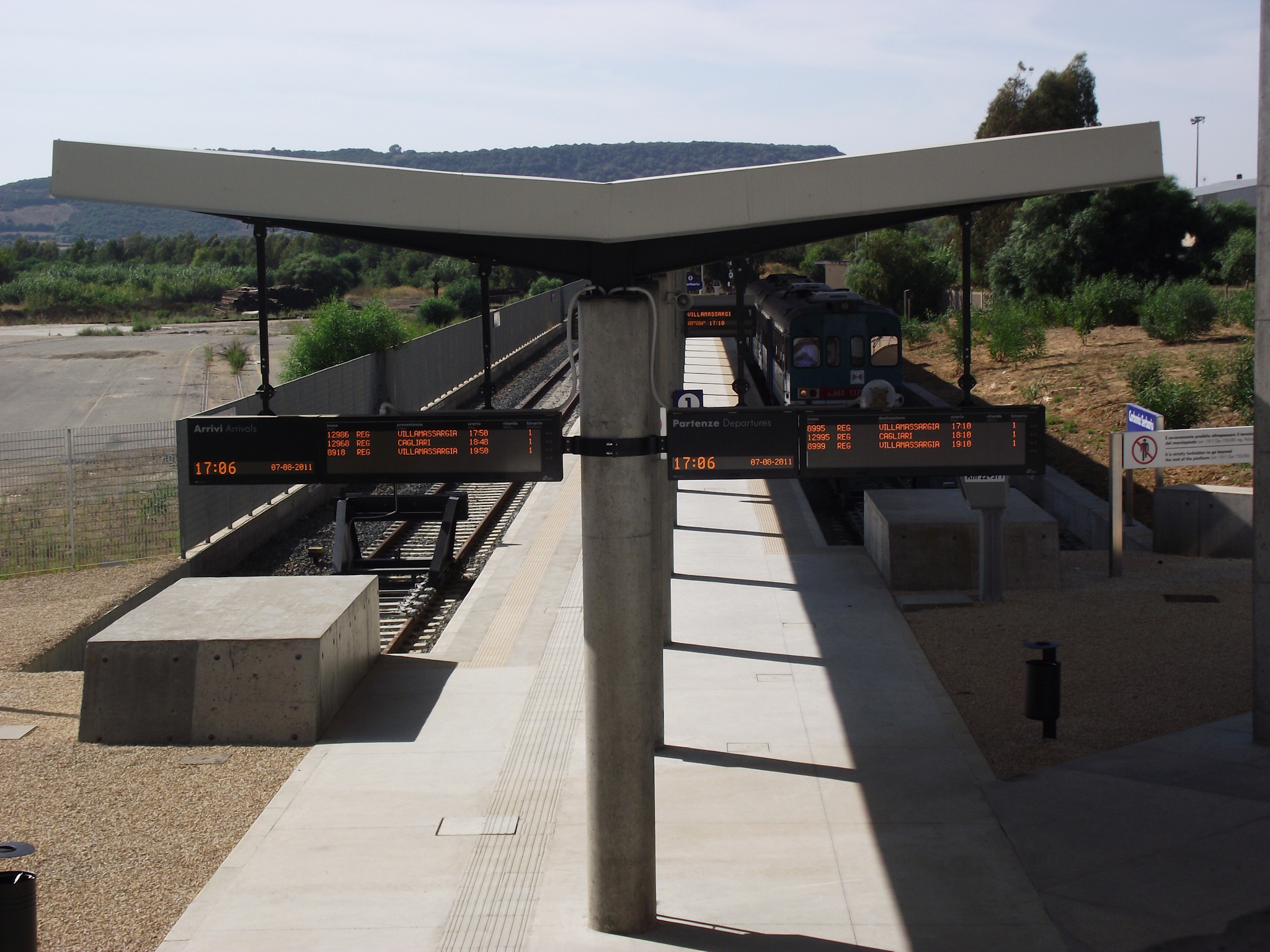
Estación de Carbonia Serbariu, inaugurada en 2011. La estación es uno de los primeros ejemplos de centro intermodal de pasajeros en Cerdeña, siendo terminal de intercambio entre los trenes y el autobús.

El ramal de Villamassargia a Carbonia, inaugurado el 2 de noviembre de 1956, gira hacia el sur atravesando la campiña en los confines de los dos municipios que albergan la capital de la Provincia de Carbonia-Iglesias, para acabar después en la ciudad minera. Según el horario de principios de 2013, y considerando solo las relaciones directas, son necesarios 43 minutos para cubrir el recorrido entre Cagliari e Iglesias (y 46 en sentido inverso), mientras que para la relación directa Carbonia-Cagliari (y viceversa) el más rápido de los trenes emplea 63 minuti (la relación más rápida en este caso implica el transbordo en Villamassargia, empleando 58 minutos). El horario es ambas direcciones es cadenciado, con trenes que tienen su salida cada hora desde los distintos finales de línea, con un aumento de la frecuencia en las horas de mayor afluencia.
La línea, desde la inauguración hasta nuestros días, se ha mantenido casi sin cambios en el trazado, el único cambio destacable fue el traspaso de la línea de Iglesias a Monteponi a la nueva red de FMS, con la reconversión del ancho, en 1926, así como la ya mencionada apertura del ramal hasta Carbonia en 1956. En relación con la reconversión de líneas, la ley que dejó fuera de servicio lo que quedaba de FMS en 1974, preveía la reutilización de la línea de Carbonia hasta Sant'Antioco y su reconversión a ancho internacional, para conectarla a la red principal de FS a través de Villamassargia. Sin embargo, la reconversión nunca se llevó a cabo, habiendo supuesto un indudable revulsivo para el tráfico turístico al conectar la isla de Sant'Antioco a la red principal. Pequeños cambios se han realizado en la estación término original de Carbonia Stato, al abrirse una nueva estación término con el nombre de Carbonia Serbariu (abierta al tráfico en 2011). Esta estación ha supuesto la prolongación de la línea en cerca de 700 metros, siendo la nueva estación de tipo intermodal, y donde hasta ahora solo se estacionaban vagones de carga.

#### El enlace ferro-marítimo Civitavecchia-Golfo Aranci

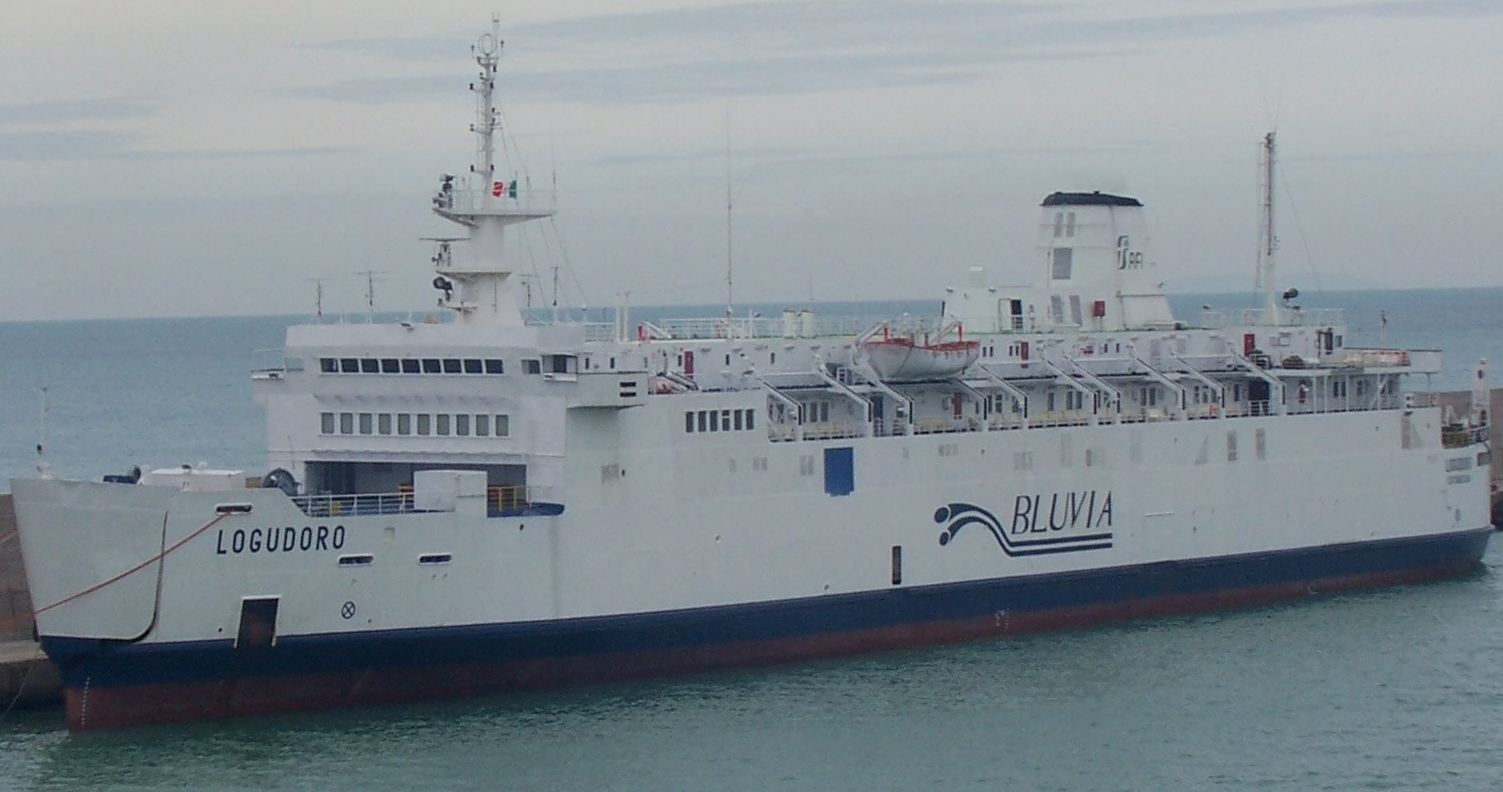
La Logudoro, única superviviente de la flota construida para la ruta entre Golfo Aranci y Civitavecchia, operativa, tras el cese en 2010, en el Estrecho de Mesina

Desde 1961 el grupo Ferrovie dello Stato efectúa un enlace con ferry boat entre los puertos de Golfo Aranci y Civitavecchia. Esta relación (de 115 millas náuticas) se estableció con el fin de garantizar un servicio regular para el transporte de vagones de mercancías, personas y vehículos (al igual que material móvil ferroviario) entre Cerdeña y la Italia continental, prerrogativas que desde el año 2000 poco a poco se han ido perdiendo, llegando a la desaparición, primero, del transporte de personas y coches, en la primavera de 2001, y después a la interrupción del servicio regular del transporte de mercancías en 2009.
Desde 2010 el servicio se realiza bajo petición y en condiciones de sostenibilidad económica, hecho que condujo a un colapso del tráfico de mercancías;  pasando de cerca de 16 000 vagones transportados en 2007 a 3 261 en 2008 (año en que se produce la tentativa de interrumpir el servicio regular)), a 253 en 2009, a los 48 vagones del 2010 y finalmente a los 34 del 2011.
Con anterioridad, en los años setenta y en los primeros años ochenta la media se situaba en torno a los 50 000 vagones y 400 000 pasajeros trasportados anualmente, mientras por lo que respecta a las mercancías, a mitad de los años noventa si alcanzaron puntas de casi 65 000 vagones embarcados, valores que fueron disminuyendo gradualmente hasta la interrupción del servicio regular. Este descenso, de acuerdo con la  Región Autónoma de Cerdeña no se debía a una falta de demanda de transporte, sino a la progresiva falta de buques suficientes para obrar en esta ruta, que llevó a la reducción de la capacidad de carga en un 65% a lo largo de un decenio.
Seis buques fueron construidos específicamente para obrar en esta ruta (aunque, frecuentemente, algunos eran desviados al Estrecho de Mesina cuando era necesario), dotados de cubiertas estructuradas con raíles para dar cabida a los vagones y material rodante en general y, en la mayoría de los casos, equipado para el transporte de pasajeros y vehículos de carretera. Los ferris entraron en servicio cronológicamente por este orden: Tyrsus,  Hermaea,  Gennargentu,  Gallura,  Garibaldi (para el transporte de mercancías) y  Logudoro: a excepción de este último, todos los demás han sido desguazados en los últimos años.

#### Material en servicio
- 18 locomotoras diésel D.445
- 34 automotores ALn 663 y ALn 668 serie 3100[94])
- 8 Minuetto diésel
- 60 Coches MDVC

(datos de 25 de mayo de 2012)

### Red de vía estrecha
La red de vía estrecha, concebida para comunicar las zonas no atravesadas por la red principal, está formada desde 1974 (año en que se clausuraron las líneas del Sulcis, últimas en ser cerradas y levantadas) por tres troncos inconexos entre sí. Cada departamento está gestionado por su correspondiente sede territorial. Se extienden a lo largo de 614 km.

#### Sede ferroviaria territorial de Monserrato: Cagliari-Isili

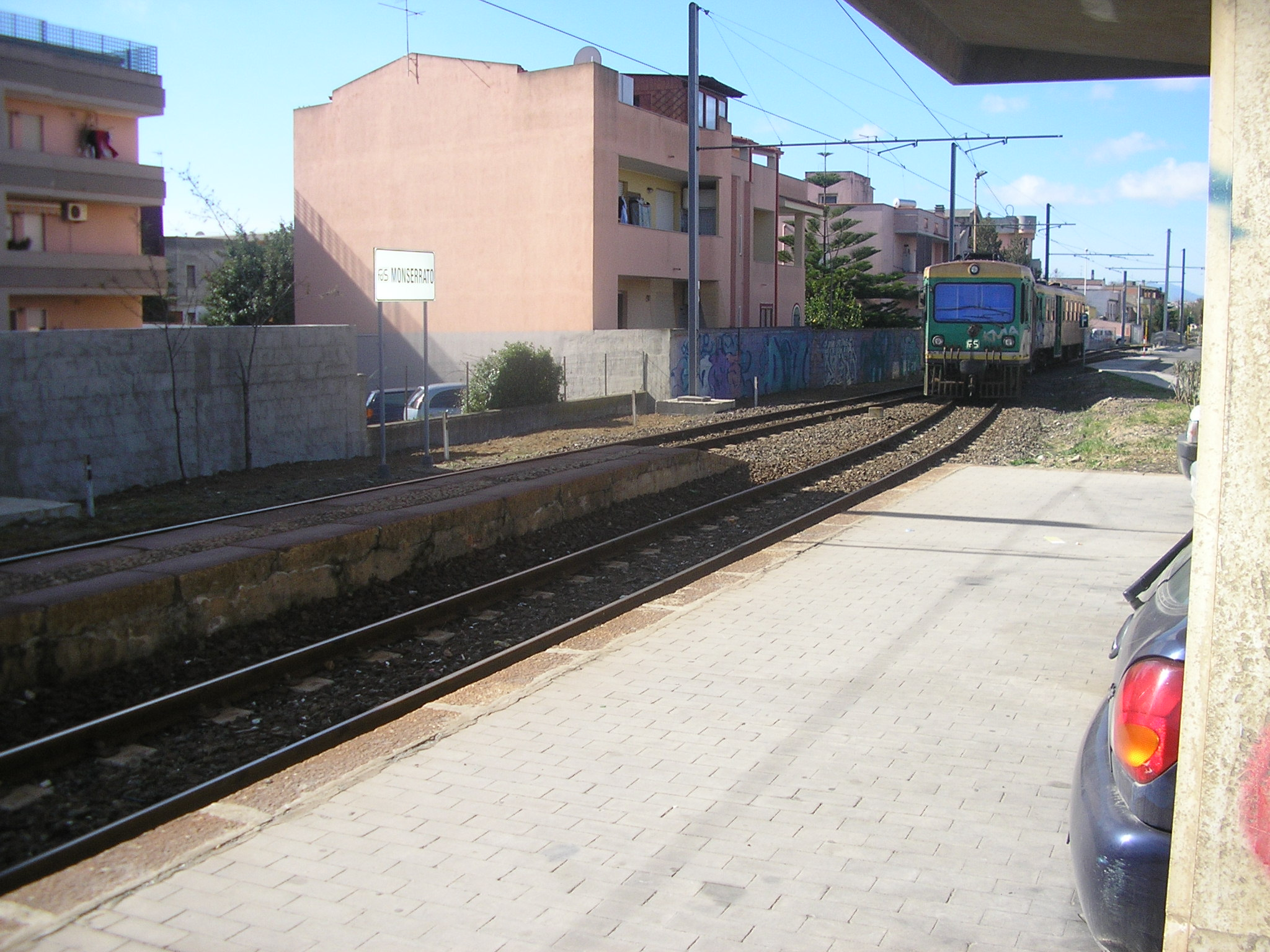
Doble composición de automotores ADe serie 90 llegando a la estación de Monserrato

La sede ferroviaria territoriale de Monserrato gestiona la línea que desde Monserrato llega a Isili, más las dos líneas turísticas de Isili a Sorgono y da Mandas al puerto de Arbatax. En total, 310 km de líneas.
Abierta al tráfico en 1888, la línea partía originalmente de la estación de la entonces Ferrovie Secondarie della Sardegna de viale Bonaria en Cagliari, para después atravesar la zona noroeste de la ciudad y seguir hacia Pirri y Monserrato. Desde aquí el trazado prosigue hacia el norte, en dirección a Settimo San Pietro y Dolianova, para después hacerse más tortuoso mientras continúa su ascenso hacia las poblaciones de Donorì y Barrali. La línea sigue internándose hacia el corazón de la isla en dirección norte, alcanzando finalmente la estación de Mandas, en cuyas proximidades la línea se bifurca. Siguiendo el ramal hacia el este, se continúa hacia Arbatax (línea que desde 1997 solo funciona para el servicio turístico); los trenes ordinarios prosiguen en dirección a Sorgono, llegando a la Isili, que igualmente desde 1997 es final de línea del servicio ferroviario de transporte público. Igualmente, el resto de la línea que de Isili sigue en dirección al antiguo final de línea de Sorgono, es utilizado desde 1997 solo como línea turística.
El desarrollo de la red presenta algunos cambios en su ruta original: de hecho, después de la guerra de 18, se construyeron algunas variantes a lo largo de la ruta. A mitad de los años noventa nuevas variantes entre Settimo San Pietro y Senorbì fueron realizadas para rectificar tramos de línea particularmente tortuosos. También el trazado urbano de Cagliari sufrió algunas modificaciones: en 1968 la estación de ferrocarril en la avenida Bonaria fue cerrada y demolida posteriormente, y el término fue trasladado a 1,5 km de distancia, en Plaza de la República. Al mismo tiempo, el depósito de material se trasladó a la  nueva estación de Montserrato.
Se fijó una nueva estación término durante las obras de reconversión de casi 7 km de línea entre Cagliari Piazza Repubblica y Montserrato, englobado en el proyecto de  Tren Ligero de la entonces FDS, que comenzaron en 2004. Para ello, el fin de la línea para Isili se fijó ese año en Cagliari (parada de Gennari), y tras la apertura del tren ligero, en 2008, se trasladó a la parada de la Estación de Monserrato en los terrenos de la propia estación.

#### Sede ferroviaria territorial de Macomer: Macomer-Nuoro
La sede territorial de Macomer controla la línea ordinaria que de Macomer conduce a Nuoro y la turística de Macomer hacia Bosa Marina.
La línea de Nuoro fue inaugurada en 1889, aunque el primer tramo de ferrocarril, entre Macomer y la estación de Tirso, fue abierta al tráfico en 1888. Partiendo de Nuoro, la línea (con una longitud hoy de 58 km) procede con un trazado bastante recto hacia el oeste, alcanzando entre otros las estaciones de Prato sardo (zona industrial de la ciudad de Nuoro), Iscra, Tirso (donde se bifurcaba la línea de Chilivani) y Bortigali. La vía continúa en dirección oeste a Birori, la última parada antes de la  estación ARST Macomer, justo en frente de la  FS, que durante mucho tiempo se ha conectado con un pequeño ramal. La línea ha sido objeto de importantes trabajos y variantes en la postguerra y a mediados de los años 90, modificándose el trazado original.

#### Sede ferroviaria territorial de Sácer: líneas a Alguer, Nulvi y Sorso
Hay tres líneas de pasajeros obradas desde Sácer, que unen la capital provincial con Alguer, Sorso y Nulvi. Este compartimento se encarga también de la gestión de la línea turística Sácer-Tempio-Palau Marina.

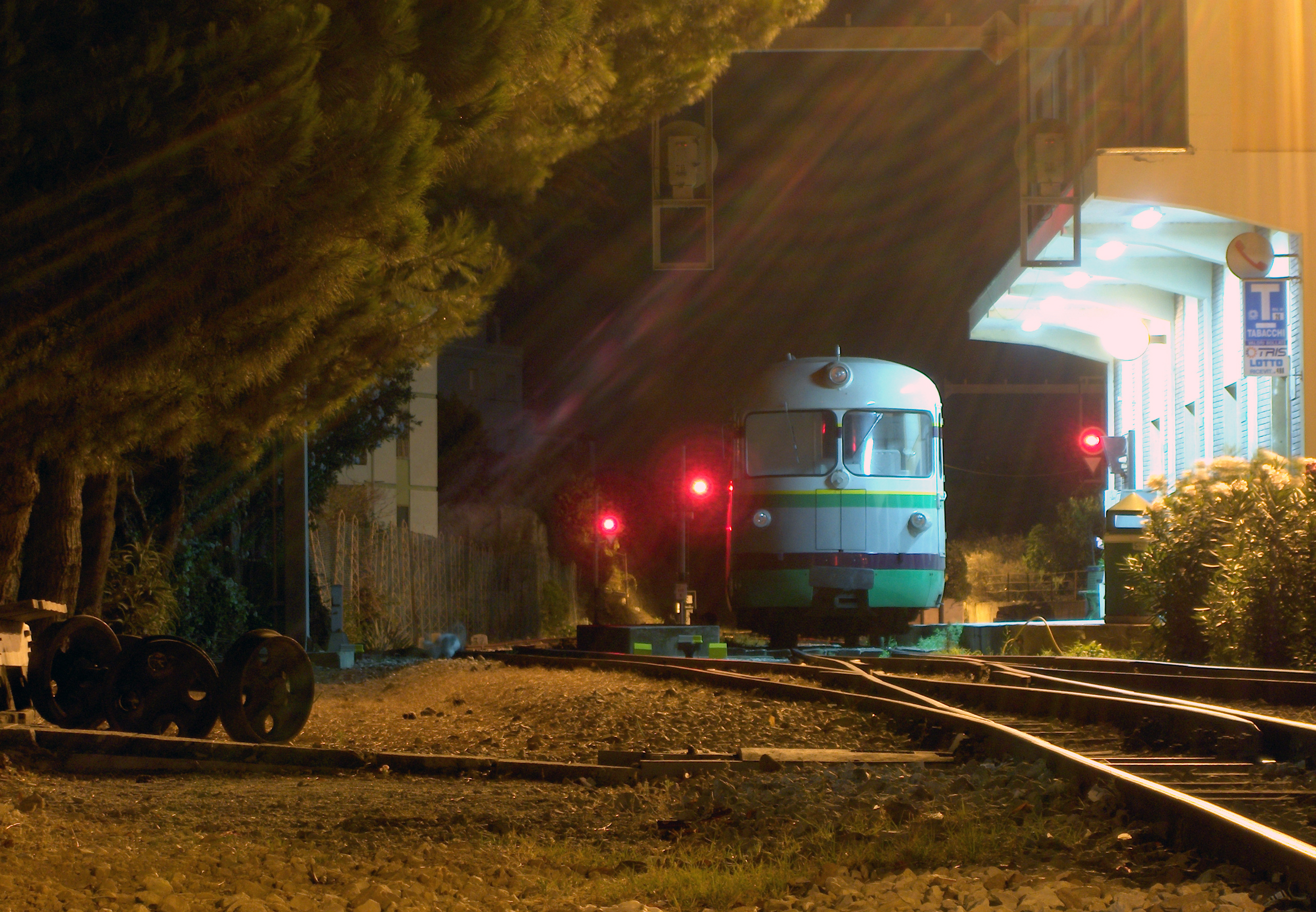
Automotor ADm en el actual final de línea de Alguer Sant'Agostino

La inauguración del Sácer-Alguer, construido por la Strade Ferrate Secondarie della Sardegna, se produjo el 1 de marzo de 1889, y la línea tiene hoy una longitud de 30 km. Partiendo de la estación de Sácer, la línea avanza hacia el sur, y cerca de la Santa Maria di Sassari vuelve en dirección oeste, para luego continuar hacia el sureste con una larga recta. Atraviesa Olmedo, y el tren termina su periplo en la estación de Alguer Sant'Agostino. Hasta 1988 el final de línea estaba situado en el puerto de Alguer, pero por motivos urbanísticos y de tráfico urbano, el tramo de 2 km entre la estación de Sant'Agostino y la del puerto (con la parada intermedia de mezzo San Giovanni) fue clausurado y desmantelado. El trazado de esta línea experimentó algunos cambios después de la guerra y en los años 90, con algunas variaciones en la parte central de la línea.
La Sassari-Nulvi, de 35 km, es una porción de la línea que hasta 1997 conectaba Sácer con Palau, trasformada después en buena parte en línea turística. Fue inaugurada en noviembre de 1931 por la Ferrovie Settentrionali Sarde (FSS), cuando el ferrocarril alcanzó Tempio Pausania, pocos meses después se completó el resto de la línea hasta Palau. Partiendo de la capital, la línea se dirige hacia el este por Anglona, pasando por Osilo, y desde aquí empieza a dirigirse hacia el sureste alcanzando la parada de Fenosu, y de aquí la vía continúa hacia el norte, llegando a la final de línea di Nulvi. Desde 2016, la totalidad de la línea tiene un uso exclusivamente turístico.
Por último, el ferrocarril Sassari Sorso, abierto al tráfico en 1930, es el más corto entre los aún activos en Cerdeña(10 km).

#### Líneas turísticas
El ARST explota el servicio turístico, denominado Trenino Verde, en las rutas cerradas al tráfico regular en 1997. Este servicio permanece activo en determinados meses del año, particularmente en verano y en algunos días festivos. Todavía es posible durante todo el año un convoy de material turístico, con la posibilidad de personalizas el viaje (composición del tren, trayectos y paradas a efectuar). En algunos viajes se utiliza material de época restaurado (incluidas locomotoras de vapor), cosa que no es posible en el período estival debido a las leyes regionales en materia de prevención de incendios.
Isili-Sorgono: La línea que conduce a Sorgono desde Isili (83 km) nació como una continuación de la Cagliari-Isili, y se abrió al tráfico en 1889. Dejando Isili, la línea va hacia el norte a lo largo del lago artificial de Is Baroccus y llega a la estación campestre de Sarcidano, donde, desde 1915, iniciaba su recorrido la línea para Villacidro y Ales. Continuando hacia el norte, llega a Mandrolisai, la línea alcanza, con un trayecto bastante tortuoso Nurallao y Laconi, y luego sube hacia el noreste en dirección a Belvì y Aritzo. La ruta se vuelve cada vez más tortuosa y prosigue hacia el oeste, para volver a apuntar al norte llegando a la estación de Sorgono.
Mandas-Arbatax: La más larga de las líneas turísticas de Italia (159 km), construida entre 1893 y 1894.

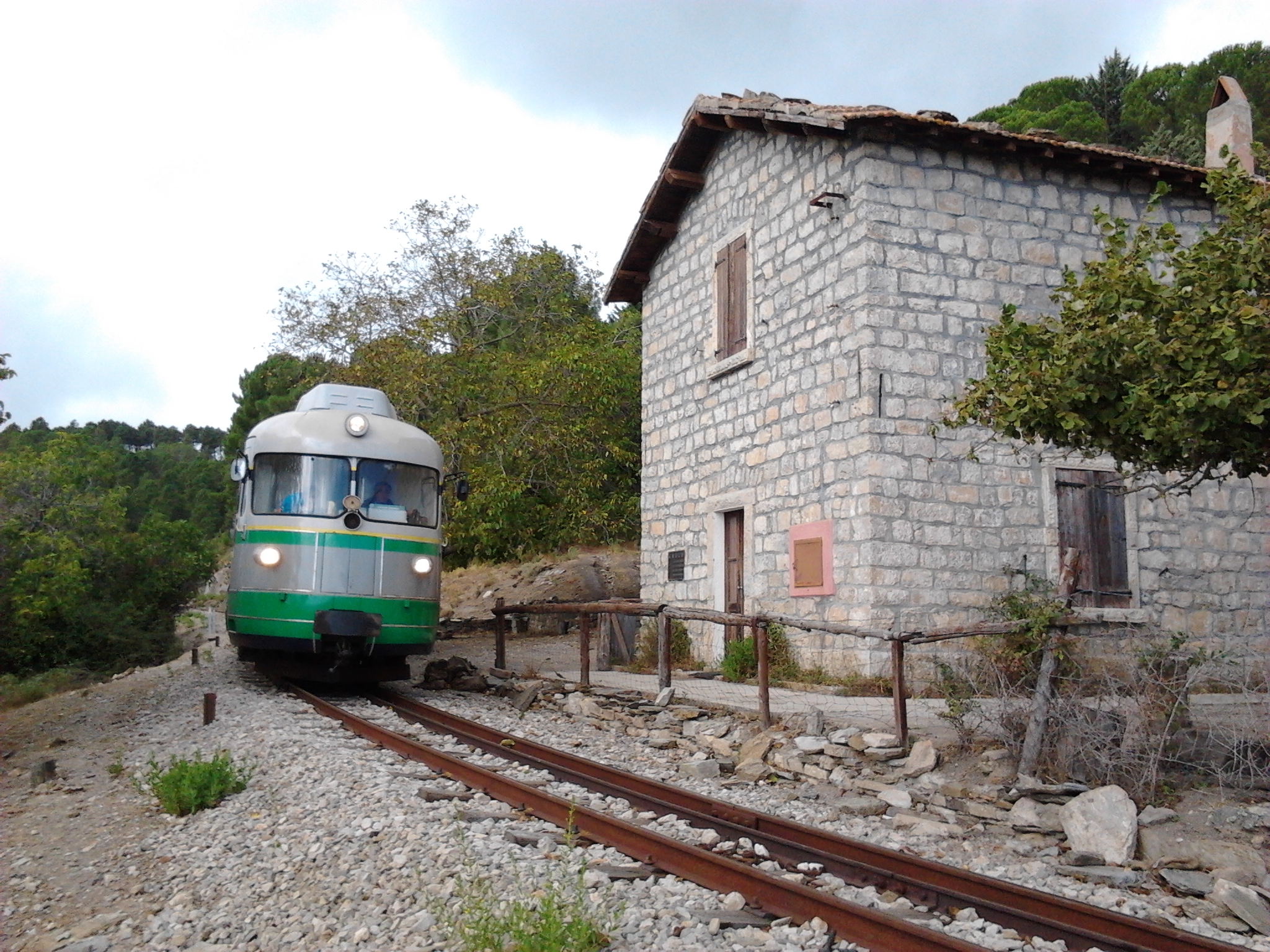
ADe detenido en la característica parada de Anulu, en la línea Mandas-Arbatax

Desde la estación de Mandas, en la línea Cagliari-Isili, los trenes para Arbatax toman el ramal del este en dirección a Orroli, donde la línea remonta hacia el noroeste en dirección a Nurri y Villanova Tulo. Rodeando el Lago Flumendosa, el ferrocarril continúa hacia adentro con un trazado suave y tortuoso, entre otros a través de los territorios de Esterzili, Sadali y Seui. Rodeadas las montañas de Arbo, llegamos a Gairo, donde hasta 1956, se iniciaba un corto ramal de 9 km hasta Jerzu.
Tras salir del puerto de Gairo, la subida de la línea sigue hacia Villagrande Strisaili, a poca distancia del lago alto de Flumendosa, entonces baja hacia el sureste, llegando a Arzana. A unos 800 metros de la estación de Arzana, la línea comienza un constante descenso hacia el nivel del mar y después del túnel espiral de Pitzu Cuccu (donde el ferrocarril pasa debajo de sí mismo), los trenes giran hacia el noroeste hasta Lanusei. La línea se vuelve más recta a medida que pierde altura y se acerca a la costa.
Después de subir hacia Elini, el ferrocarril se vuelve hacia el noreste y después de un último tramo de curvas, alcanza la llanura pasando por Tortolì y su pueblo Arbatax, en cuyo puerto termina la línea.
Macomer-Bosa: Inaugurada el 26 de diciembre de 1888, la línea, de 46 km de longitud, parte de la estación ferroviaria del ARST de Macomer. Tras haber cruzado la línea FS para Chilivani con un característico puente, el trazado prosigue hacia el oeste cruzando varios afluentes del río Temo, para después descender hacia la estación de Tresnuraghes. Poco después de haber dejado esta población la línea gira hacia el norte, y tras una serie de curvas cerca de la estación de Modolo, la línea sigue la línea costera para llegar al final de vía en Bosa Marina.
Fue en 1981, cuando la Macomer-Bosa se cerró (reabierta hasta Tresnuraghes en 1982), esta estación era la penúltima del tramo, que siguiendo el Temo alcanzaba el centro de Bosa. Cuando se reabrió la línea al tráfico turístico, en 1995, el ferrocarril finalizaba su recorrido en el barrio marítimo de Bosa.
Nulvi-Tempio-Palau: Completada en 1932 por la Ferrovie Settentrionali Sarde, es la parte de la línea Sácer-Tempio-Palau abierta solo al tráfico turístico; si extiende de Nulvi al puerto de Palau, a lo largo de 116 km. Después de salir de Sácer y haber recorrido la línea ordinaria hasta Nulvi, la línea prosigue hacia el noreste, cruzando el río Coghinas  y sus afluentes, alcanzando la región de la Gallura. Después de cruzar diversas poblaciones y algunos túneles (entre ellos helicoidales en las cercanías de Bortigiadas), el tren alcanza la capital provincial de Tempio Pausania, y seguidamente llega Luras, de donde hasta 1958 continuaba la antigua línea hacia Monti, donde enlazaba nuevamente con la red de FS.
Alcanzadas las poblaciones de Calangianus y Sant'Antonio di Gallura, la línea prosigue hacia la Costa Smeralda, pasando por Arzachena, última población antes de las dos estaciones de Palau. Los trenes, tras haber abandonado la estación central de Palau, gracias a un cambio de vía e inversión de marcha, alcanza maniobrando el fin de línea en la estación de Palau Marina, justo en frente de los muelles del puerto.

#### Material en servicio

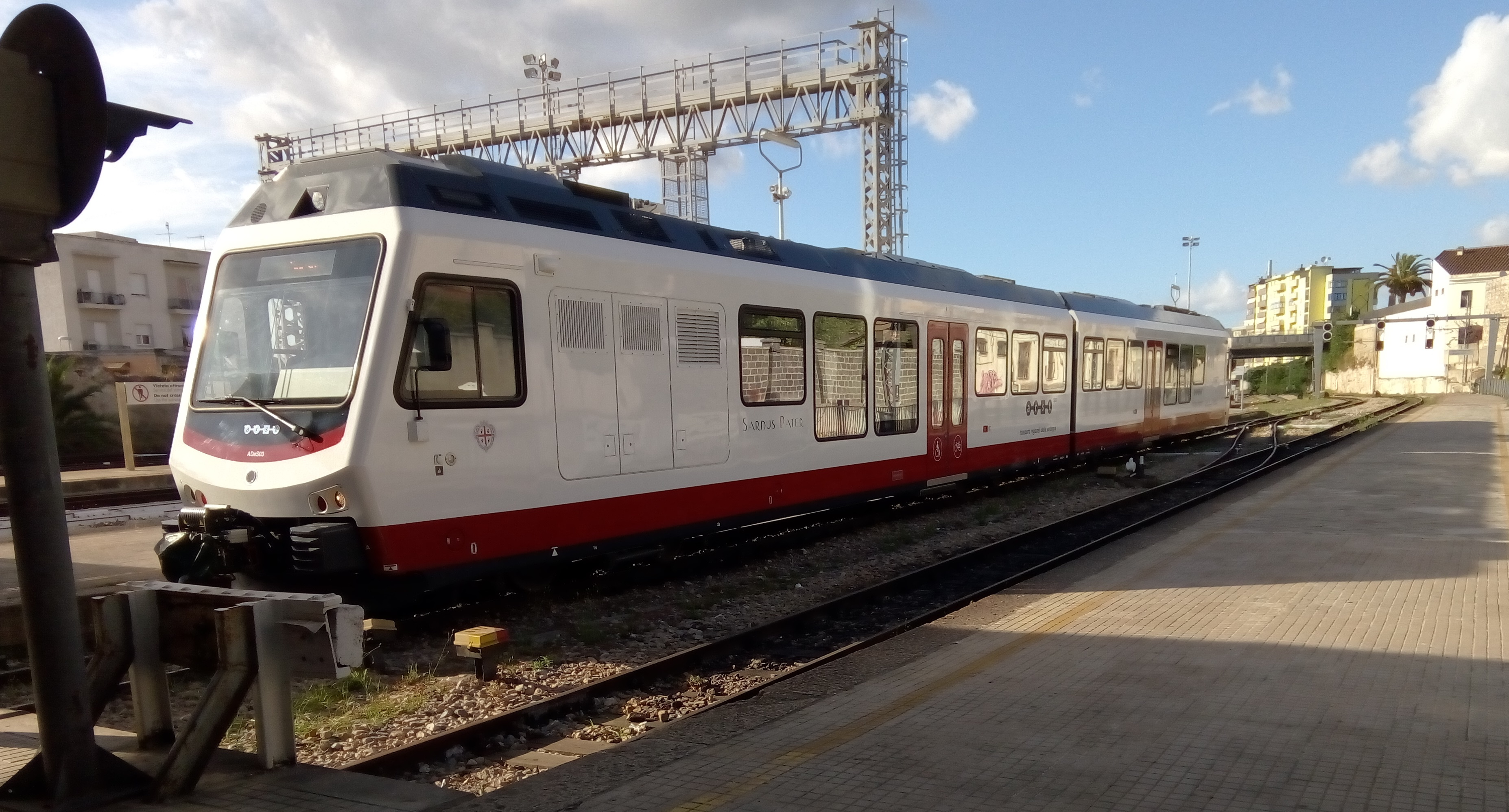
Tren ADeS de Stadler, en servicio desde 2016

- 18 automotores ADe y 4 remolques piloto RPe (Fiat/Stanga/TIBB)1957 - 1960
- 10 automotores ADm y 7 remolques piloto RPm (Fiat/Stanga) 1957
- 7 automotores ADe serie 90 y 5 remolques piloto RPe (Breda/ABB) 1995
- 15 locomotoras LDe (Breda/TIBB) 1959-1960
- 14 coches V2D 1930[100]
- 10 coches C y AC (Breda) 1920[101]
- 9 automotores ADeS dobles Stadler (2016/2018)

(datos a 13 de diciembre de 2018)

#### Líneas clausuradas

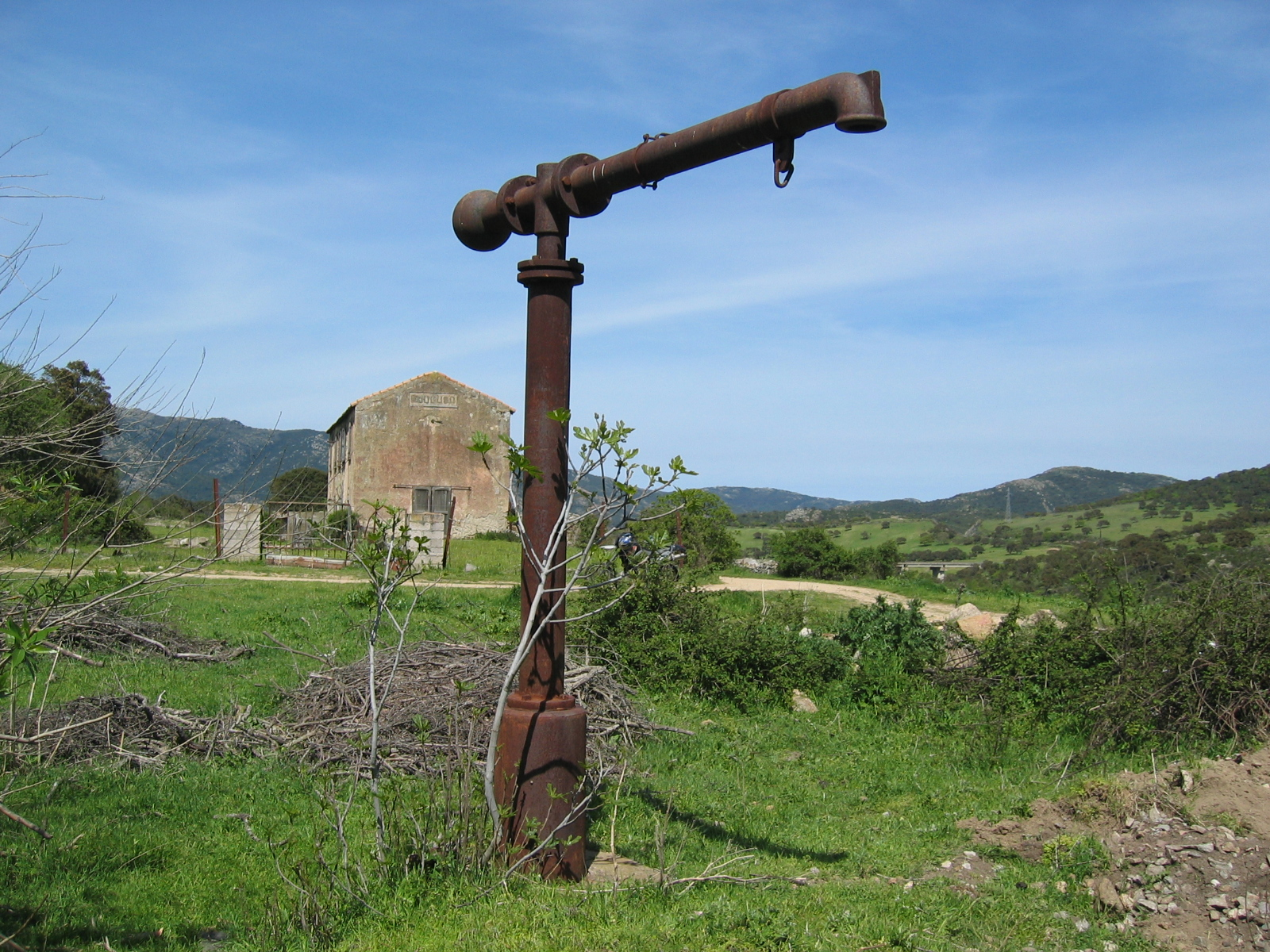
La antigua estación de Buddusò, en la línea Tirso-Chilivani, en nuestros días.

Varias líneas fueron cerradas en la posguerra, desmantelándose más tarde, tras optarse por la opción de convertir los servicios de transporte por carretera, considerado más barato, o en el caso de los ferrocarriles industriales al cesar las actividades de quien los utilizaba.
La explanación y obras de infraestructura (puentes, túneles), sin embargo, todavía existen, y en más de un caso se ha propuesto recuperar estos caminos como rutas cicloturistas.

##### Transporte público
- Gairo-Jerzu: Pequeño ramal de (9 km) de la línea Mandas-Arbatax, activa entre 1893 y 1956.
- Isili-Villacidro: Inaugurada el 21 de junio de 1915 por la entonces Ferrovie Complementari della Sardegna, conectaba el Sarcidano con el Campidano, con una longitud de 70 km di línea (de los cuales 5 en común con la línea de Sorgono). Clausurada el 1 de julio de 1956.
- Monti-Tempio: Inaugurada el 15 de febrero de 1888, conectaba la Gallura y el Limbara a la estación FS de Monti-Telti. Con una longitud de 40 km, fue clausurada entre Monti y Luras el 21 de julio de 1958, mientras el tramo de Luras a Tempio Pausania, todavía hoy se utiliza en el marco de la línea turística Nulvi-Tempio-Palau.
- San Giovanni Suergiu-Iglesias: Ramal de la línea Siliqua-San Giovanni Suergiu-Calasetta, activa entre 1926 y 1974.
- Siliqua-San Giovanni Suergiu-Calasetta: Línea de 80 km que conectaba Siliqua al bajo Sulcis y el puerto de Calasetta, activa desde 1926 a 1974.
- Tirso-Chilivani: Con una longitud de 78 km, esta línea conectaba la estación de Tirso, en la línea Macomer-Nuoro, al empalme de Ozieri Chilivani de FS. Abierta al tráfico el 1 de abril de 1893, fue clausurada el 31 de diciembre de 1969.
- Villamar-Ales: Ramal de 26 km de la línea Isili-Villacidro, al igual que aquella en funcionamiento desde 1915 hasta 1956.

##### Ferrocarriles industriales
- Ingurtosu-Piscinas (Arbus): Línea de conexión entre los pozos mineros de Ingurtosu y la playa de Piscinas en Arbus, dotata en el pasado de un muelle, activa entre 1871 y los años cuarenta.
- Minería San Leone-La Maddalena (Capoterra): Inaugurada el 20 de noviembre de 1862 por la Compagnie des Hauts Fourneaux, fue el primer ferrocarril activo en la isla.[7] Partiendo de las minas de hierro de San Leone, el ferrocarril continuaba hacia el vecino pueblo de Capoterra para llegar al final de línea, situado en el muelle del pueblo de La Maddalena, donde tras 15 km de trayecto, el mineral era cargado en los buques.
- Monteponi-Portovesme: Construida por iniciativa de la Società Mineraria Monteponi y abierta en 1876, conectaba las minas de plomo y zinc di Monteponi con el muelle de Portovesme, escala marítima del vecino Portoscuso. Concebida como línea industrial, fue utilizada también para el tráfico de pasajeros, con trenes operados en coincidencia con los convoyes de la Ferrovie Reali y los barcos para Carloforte. Contaba con 20 km de vía.
- Montevecchio-San Gavino Monreale: Con una longitud de 18 km, fue construida por la Società Mineraria di Montevecchio para conectar las minas homónimas con la fundición de San Gavino Monreale y la antigua estación del centro campidanese. El ancho de vía era de 600 mm, funcionó entre 1876 y 1958.
- Pantaleo-Porto Botte: abierta al final del siglo XIX por los mismos propietarios de la ferrovia della miniera di San Leone, trasportaba mineral y leña del bosque de Pantaleo, cerca de Santadi, hasta esta última población, en dirección oeste gran parte del trayecto. A pocos kilómetros del muelle de Porto Botte (en el municipio di Giba), la línea giraba hacia el sur para llegar al final de línea.

## Características técnicas

### Red
La red de Cerdeña, a pesar de su tamaño, se ve afectada por una gran brecha estructural y técnica cuando se compara con la situación en el resto de Italia. Cerdeña carece de vías electrificadas, y tras el fracaso de la tentativa hecha en los años ochenta en la red RFI, no hay indicios que sugieran o presagien una mejora en este sentido. De hecho, el transporte público y el transporte de mercancías son monopolizados por los vehículos de tracción  diésel. También cabe destacar cómo la densidad de la red ferroviaria de ancho internacional es más de 3 veces inferior a la media nacional (17,8 m/km² frente a los 55 m/km² de media de Italia).

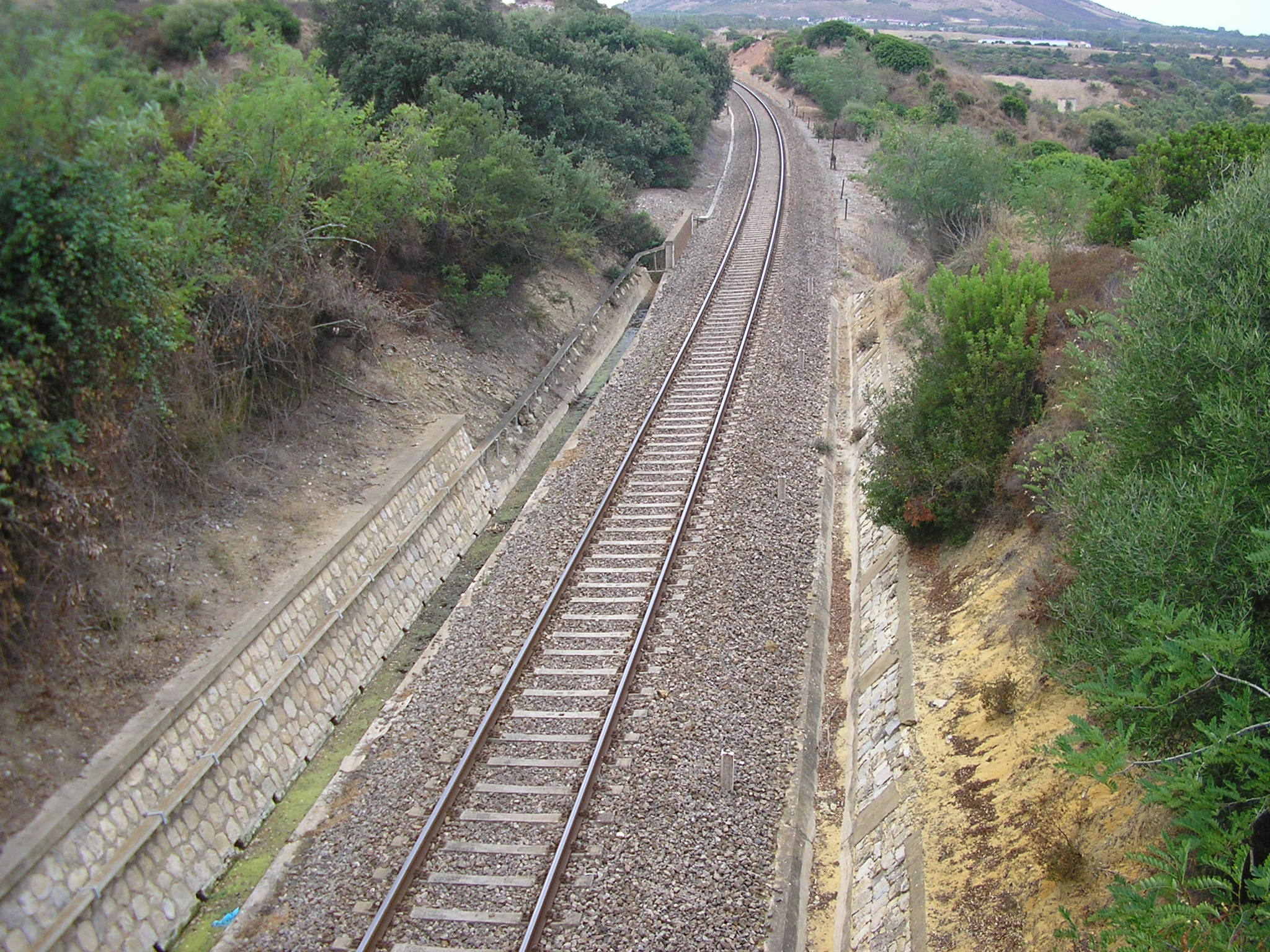
Vía única sin electrificar: este es el escenario de la mayor parte de la red ferroviaria sarda

Además de esto, gran parte de la red ferroviaria es de vía única, actualmente solo los 50 km entre Cagliari y San Gavino Monreale disponen de vía doble (cerca del l'11,6% de la red RFI de Cerdeña, el 4,8% del total de la red sarda existente). En cuanto a la infraestructura, los raíles son de 60 y 50 kg / m, con traviesas principalmente de hormigón pretensado.
A nivel del control de movimiento en la red de FS, buena parte de las estaciones no tienen personal a su cargo (jefe de estación o factor de circulación), y las diversas obraciones son telecomandadas, desde los años 2000 desde el control de tráfico centralizado CTC de Cagliari, con la excepción de las estaciones principales.
Si la red principal acusa un cierto retraso sobre la media nacional italiana, la red del ARST  (la más extensa red ferroviaria italiana después del grupo FS), a nivel de infraestructura se encuentra en una situación de atraso todavía mayor, dado que en el transcurso de los años no ha comprometido la competitividad respecto al transporte por carretera. Completamente de vía única sin electrificar (si excluimos los tramos tranviarios de Cagliari y Sassari), la red de vía estrecha utiliza en buena parte vía con carril de 36 kg/m con traviesas biblock de hormigón, pero en diversos tramos la vía está armada con carril de 27 kg/m y traviesas de madera.
El caso extremo se encuentra en las líneas turísticas, en algunas de las cuales se siguen utilizando los raíles colocados a finales del siglo XIX. El sistema de señalización y prioridades, en algunos tramos se basa todavía en órdenes de servicio, como en el caso de la línea Nuoro-Macomer, tal y como anunció la prensa después del choque entre dos trenes que costó la vida a 3 personas).

### Material

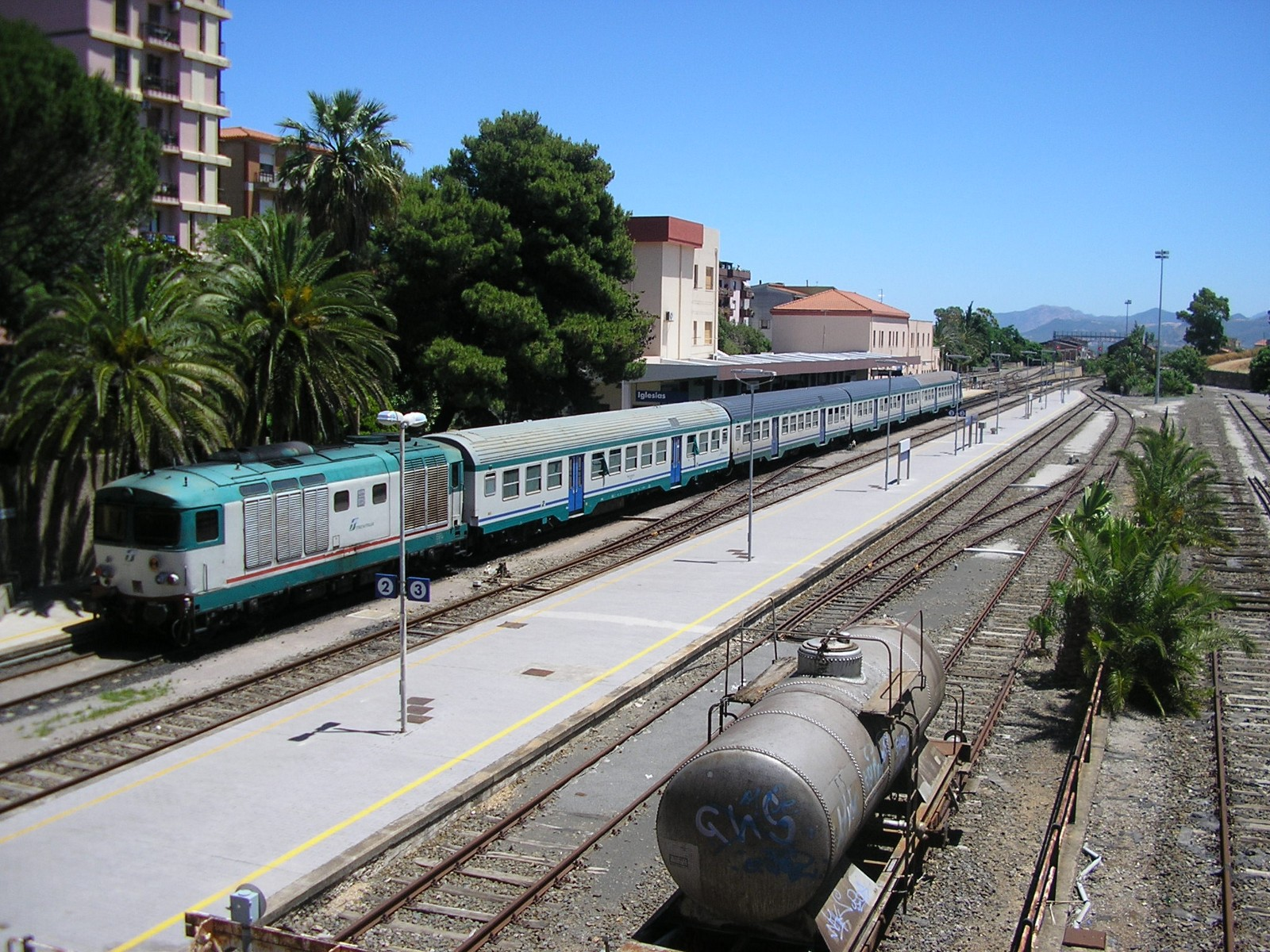
Típica composición de material ordinario utilizado por Trenitalia en Cerdeña: locomotora D445 y coches MDVC, de los cuales el último dispone de cabina, esperando su hora en la estación de Iglesias

Ya sea Trenitalia o el ARST utilizan exclusivamente locomotoras y automotores diésel para su servicio propio, hecho que explica en parte la nada excepcional velocidad media con que se cubren las diferentes relaciones. Respecto a Trenitalia, la mayor parte del material utilizado fue construido en los años ochenta, si bien la flota de pasajeros ha sido completamente restaurada a principios del nuevo milenio.
Solo el Minuetto en circulación desde diciembre de 2005 es de reciente construcción, y es quizá por esta razón que su integración en el parque regional de trenes ha tenido cierto impacto en el usuario. A nivel de velocidad, los trenes pueden alcanzar picos comprendidos entre los 120-130 km/h, pero la aspereza del trazado, especialmente en la parte norte de la isla, y el tipo de tracción implica que las velocidades comerciales sean bastante bajas: por ejemplo, el tren más rápido entre Cagliari y Sassari presente en el horario de la primera mitad de 2010 cubre la ruta en 2 horas y 50 minutos con tres paradas, y un promedio efectivo de 88,4 km/h, y solo unos pocos trenes se aproximan al umbral de los 100 km/h de media en la parte meridional de la isla.
La red ARST utiliza  material mucho más antiguo (la mayoría de los automotores y locomotoras se produjo a finales de los años cincuenta), y solo unos pocos coches son bastante recientes (desde mediados de década de los noventa). Agregando a este hecho las complejidades de muchas líneas y el uso de vía estrecha, se explica la velocidad punta inferior a los 100 km/h, y la velocidad media está bien por debajo de los 60 km/h que son alcanzadas por los trenes de la red secundaria.

### Tráfico de pasajeros
Según los datos de la Región Autónoma de Cerdeña del año 2006 en la red RFI sarda, dotada de 40 paradas y estaciones, se registraron cerca de 4.410.000 pasajeros, y registra un constante, aunque leve, aumento desde 2003, pico negativo del período 1993-2006 con un total de 4.283.000 pasajeros transportados en (el pico máximo alcanzado en el período de análisis se produjo en 1996 con 5.716.000 pasajeros transportados en los trenes de FS durante ese año). De este tráfico, cerca del 82%" se concentra en las líneas al sur de Oristán. Posteriores datos del Ministerio de Transportes, relativos al año 2000, cuantificaban el número de abonos en 2.100.000, frente a los 4.708.000 viajeros registrados ese año. En 2016, el tráfico en la red de ancho internacional se redujo hasta los 4.101.934 pasajeros.

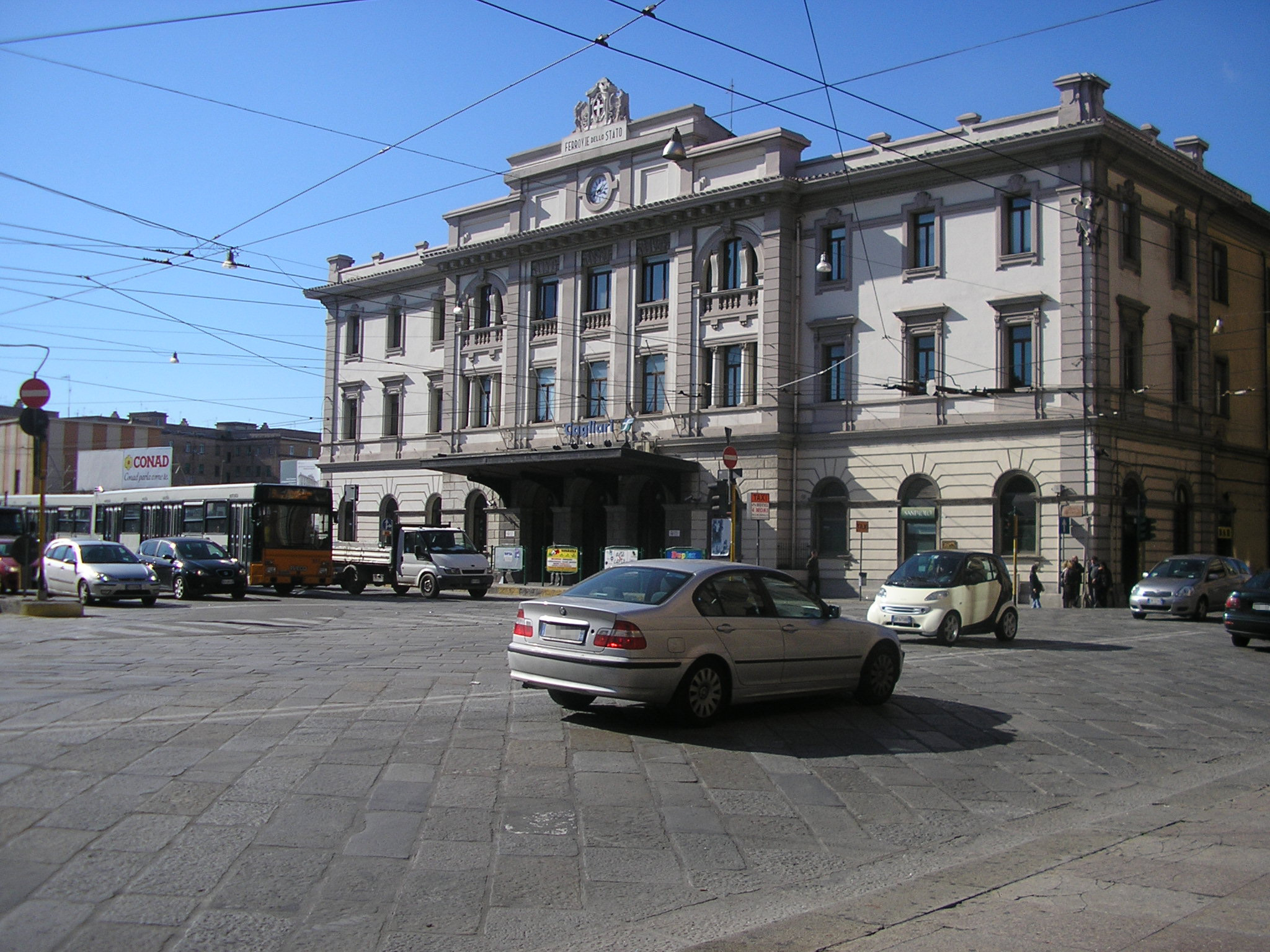
La estación FS de Cagliari es el centro ferroviario más concurrido de Cerdeña

Siempre teniendo en cuenta los datos del ministerio, el tráfico de pasajeros es puramente suburbano de tipo pendular, está claro que la distancia media recorrida por los viajeros es de, aproximadamente 40 km, y en especial la estación de Cagliari es el objetivo de gran parte de este tráfico, que atrajo a 170.000 unidades por mes (32% de la región) entre llegadas y salidas, la mayoría del Campidano y Sulcis-Iglesiente. Sobre una base mensual, de hecho, 26.000 usuarios viajan hacia y desde San Gavino Monreale, 25.000 desde y hacia Iglesias y Carbonia, y otros 19.000 viajeros hacia y desde Oristán. Mucho menor es el número de pasajeros que llegan a la capital desde el norte y viceversa; son 2.000 usuarios al mes que utilizan los trenes desde y haciaSácer y Porto Torres, 1.300 los que llegan directamente a Olbia y Golfo Aranci.
El tráfico en la red secundaria es también en gran parte de cercanías, aunque el número de pasajeros es decididamente menor que en la red primaria: de acuerdo con los datos de 2005, en las líneas de transporte público de FdS viajaron 1.356.654 pasajeros, de los cuales 474.607 en la línea Cagliari-Isili, 135.942 en la Macomer-Nuoro e 746.105 en las líneas que circundan Sácer. Considerando también los pasajeros de las líneas turísticas (cerca de 60.000), en 2005 en los trenes de la red secundaria viajaron en total 1.417.425 pasajeros.

## Proyectos de futuro
En los últimos años, una serie de proyectos de modernización han sido financiados a varios niveles (UE, estado, región, provincias, municipios, RFI) para mejorar la red principal de Cerdeña. En el plano de las líneas se encuentran actualmente en diversas intervenciones para aumentar la velocidad máxima, ya sea realizando rectificaciones de trazado (como entre Abbasanta y Macomer, Mores y Ardara, Su Canale y Olbia, Villaspeciosa y Siliqua), o interviniendo en la infraestructura ferroviaria, con la utilización de desvíos que favorezcan mayores velocidades en el acceso a las estaciones. El objetivo del proyecto es la reducción del tiempo de viaje de las diversas relaciones, especialmente aquellas que une el sur y el norte de la isla.
Son muchas las estaciones que están siendo adaptadas a los nuevos tiempos, así como están en marcha diversos proyectos para la construcción de nuevas estaciones intermodales de pasajeros y de acogida no solo para los trenes, sino también para el transporte por carretera.
 Corresponde a esta tipología la nueva estación de San Gavino Monreale (inaugurada en septiembre de 2007 y en vías de ampliación), la de Carbonia (denominada Carbonia Serbariu, abierta al tráfico en julio  de 2011), y las de Oristán, Macomer, Olbia, Sassari e Iglesias (en fase de proyecto). En la ruta metropolitana entre Decimomannu y Cagliari a las 7 paradas actuales se agregará una parada situada en el ' aeropuerto de Cagliari-Elmas.

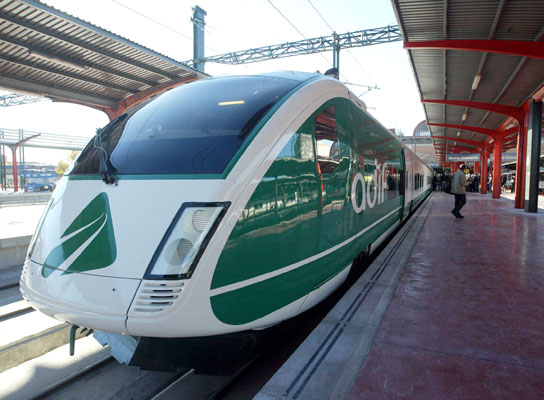
El Talgo XXI Virgen del Rocio que durante las pruebas cubrió la relación Cagliari-Sassari en cerca de 2 horas y 15 minutos

En cuanto al material ferroviario de Trenitalia, se han beneficiado con la llegada de diversos Minuetto a la red de Cerdeña, construidos en la segunda mitad del año dos mil y en los próximos años estarán en circulación ocho trenes pendulares suministrados por CAF, comprado por la Región Autónoma.
Estos trenes (que serán construidos en parte por Keller Villacidro), diseñados especialmente para las rutas norte-sur, permiten una reducción significativa de los tiempos de viaje: el trayecto entre Cagliari y Sassari, con dos paradas intermedias se cubre en un tiempo de 2 horas y 7 minutos. Con anterioridad a la licitación que adjudicó el contrato a CAF, una serie de pruebas realizadas con un Talgo XXI entre mayo y junio de 2008, hicieron posible cubrir la misma ruta en aproximadamente 2 horas y 15 minutos
, tiempo que se resintió por cierto retraso debido a los trabajos en la duplicación de vía del tramo entre San Gavino Monreale y Decimomannu, en curso en el momento de las pruebas.
Por lo que concierne al ARST, parte de las líneas se convertirán previsiblemente en un futuro próximo en metrotranvia, como el caso de la Sácer-Alguer (que conectará también el aeropuerto de Fertilia) y de la Sácer-Sorso, esta última ya en parte utilizada por el tranvía de Sassari. En el sur, también el tramo de Monserrato a Dolianova (y finalmente también a Senorbì) formará parte en el futuro del metro ligero de Cagliari.
Desde el punto de vista de las infraestructuras se encuentran en diversas etapas de progreso algunas intervenciones de fortalecimiento y mejora de la red: para todas las líneas se contemple la mejora de la infraestructura, principalmente en las líneas Monserrato-Isili y Macomer-Nuoro. Estas dos líneas también será objeto de una importante labor de actualización para permitir la gestión centralizada del tráfico ferroviario y para la realización de un nuevo sistema de señalización. Por último, está en curso la construcción de una estación intermodal en Nuoro, así como otros cambios de menor importancia en otras estaciones de tren del ARST.
Por lo que concierne al material rodante, está implementándose un programa para la introducción de nuevos trenes en la red del ARST. Entre estos, hay automotores UD6 de 2 coches de la casa Firema, que también en este caso serán construidos con la colaboración de la Keller, material destinado a entrar en servicio en los próximos años en las redes de Cagliari y Macomer.